# Burg Wildenstein (Leibertingen)
Die Burg Wildenstein liegt oberhalb des Donaudurchbruches durch die Schwäbische Alb auf dem Gebiet der Gemeinde Leibertingen (Landkreis Sigmaringen). Der Bauzustand der Spornburg entspricht noch heute, insbesondere in der Außenanlage, fast unverändert dem Zustand von 1554, nach Abschluss des von Gottfried Werner von Zimmern veranlassten, 1514 begonnenen Umbaus zu einer frühneuzeitlichen Festung. Sowohl Hauptburg als auch Vorburg stehen auf künstlich abgeschrofften Felsen und sind nur über Brücken zugänglich. Der über die gesamte Breite der Burg reichende, 20 Meter lange und ursprünglich auch 20 Meter tiefe Halsgraben hat bereits in der Vergangenheit Besucher der Burg sehr beeindruckt, wie es etwa der berühmte Stich Matthäus Merians zeigt. Im Innern besitzt die Burg aus den Jahren 1538 bis 1540 stammende, großflächige Renaissance-Wandmalereien mit Blumenranken und Vogelmotiven. Ein Bilderzyklus gibt die gesamte Sigenotsage wieder.
Die Burg dient heute als Jugendherberge. Die Denkmalstiftung Baden-Württemberg ernannte die Burg zum Denkmal des Monats April 2016.

## Lage

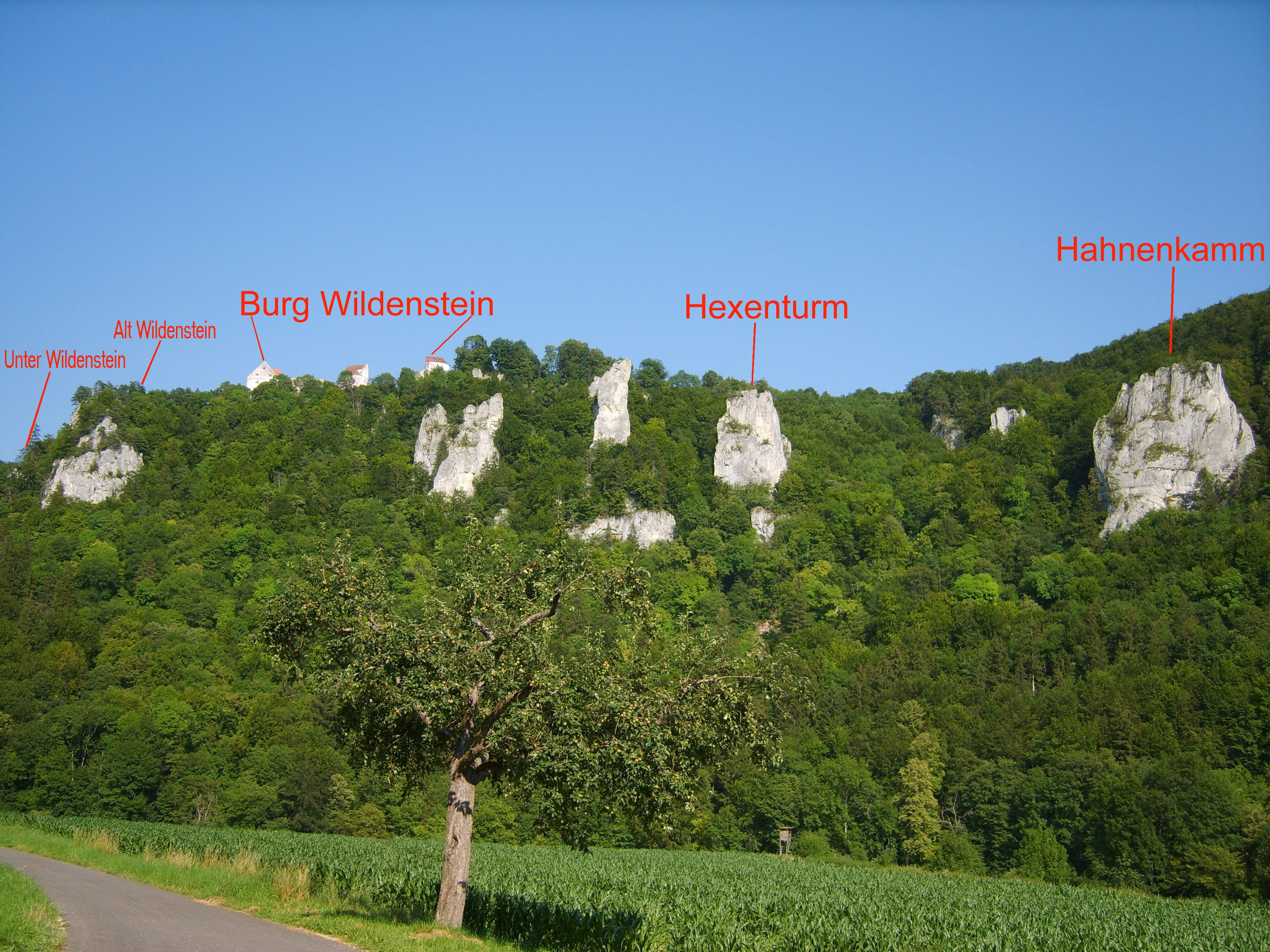
Blick aus dem Donautal mit Standort der Vorgängerburgen

Die Spornburg, die zu den besterhaltenen und bekanntesten Burgen Deutschlands zählt, steht wenige Kilometer flussabwärts von Beuron auf einem steil abfallenden Felsen auf 810 m ü. NHN weithin sichtbar gut 200 Meter über der Donau.

## Geschichte
Die urkundliche Erwähnung der Burg 1077 als Grenze der Besitztümer des Klosters Beuron beruht auf einer Fälschung des Klosterchronisten. Die Auswertung von Keramikfunden ergab, dass die Burg Wildenstein erst im 13. Jahrhundert entstanden ist. Sie folgte den ehemaligen kleineren Felsburgen Altwildenstein, Unterwildenstein, Wildensteiner Burg Hexenturm und Wildensteiner Burg Hahnenkamm in der näheren Umgebung nach.
Im Zusammenhang mit einer Belagerung durch die Werdenberger wird von einem „Affenstets Turm“ berichtet, der sich in der Nähe der Burg befunden haben muss. Ob es sich dabei um einen alten Namen für eine der oben erwähnten Burgen handelt, ist ungeklärt.

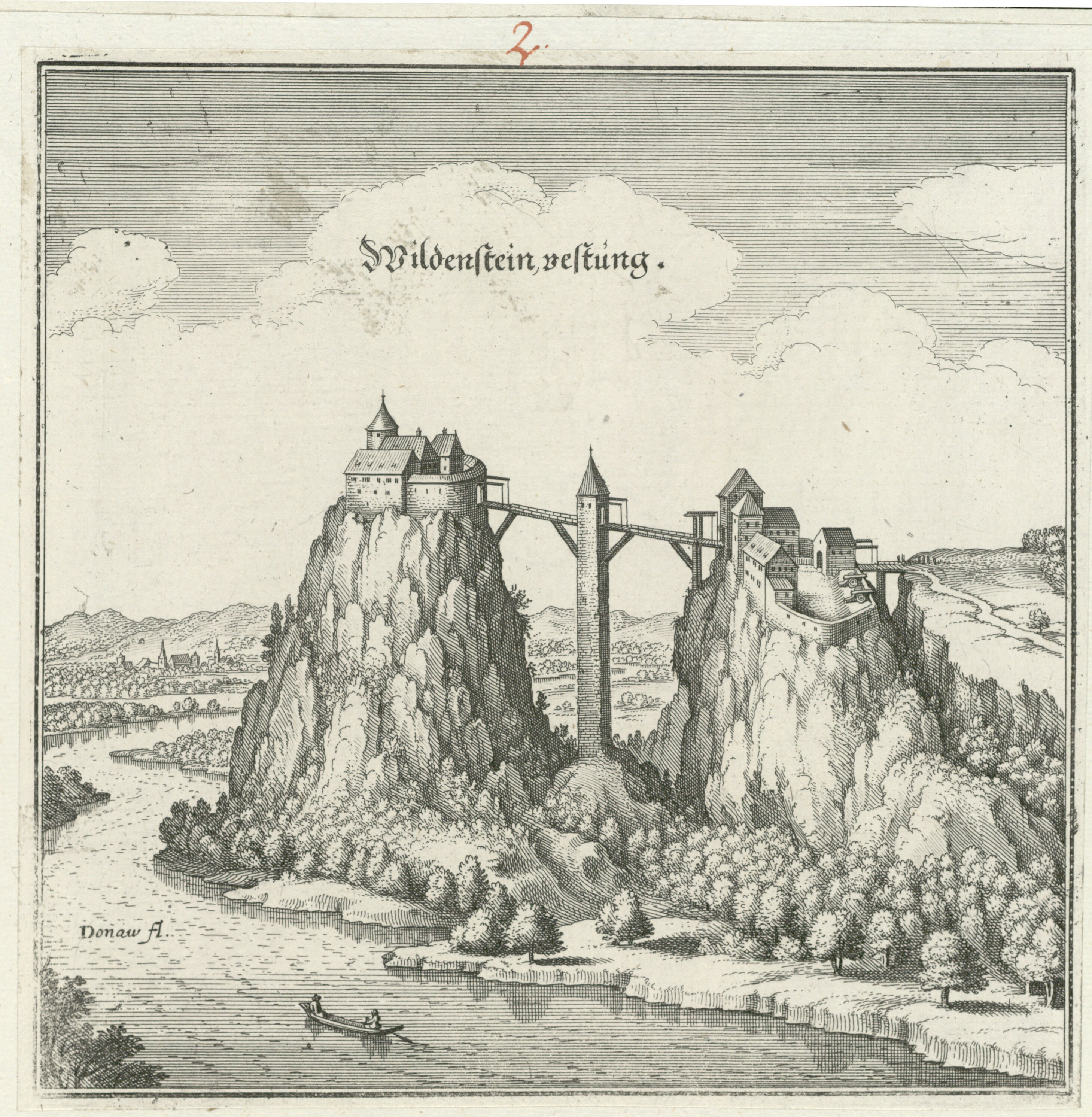
Kupferstich von Matthäus Merian von 1643. Das Profil der Wehrgräben ist extrem überzeichnet, gibt aber den Eindruck wieder, den diese auf die Zeitgenossen ausgeübt haben müssen.

Der heutige Bauzustand der Burg, kaum verändert seit dem Umbau durch Gottfried Werner von Zimmern, sowie die reichhaltigen Informationen über Geschichte und Alltagsleben, die die Zimmerische Chronik auf über 1500 Seiten wiedergibt, führen zur heutigen Wahrnehmung der Burg als Burg der Herren von Zimmern. Dementsprechend breit angelegt ist die historische Darstellung des Wirkens dieses, ursprünglich aus dem oberen Neckartal stammenden Geschlechts im Rahmen der Burggeschichte. Aber auch die Vorgeschichte der Burg und die Folgezeit im Besitz des Hauses Fürstenberg sollen hier gewürdigt werden.

### Die Vorgeschichte der Burg
Die Burg am jetzigen Standort entstand im 13. Jahrhundert als Nachfolgeburg einer von den Herren von Wildenstein erbauten Burgenkette, die aus vier Burgen bestand (alle zwischen 1100 und 1200). Der Bau stand vermutlich im Zusammenhang mit der Besitzübertragung an Anselm von Justingen nach 1263. Dieser war Sohn oder möglicherweise Enkel des Anselm von Justingen, der Friedrich II. nach dessen Königswahl aus Italien nach Deutschland begleitete. Nachdem Anselm sich mit dem König überworfen hatte und in der Auseinandersetzung zwischen Friedrich II. und dessen Sohn Heinrich VII. letzteren unterstützt hatte, fiel er in Ungnade, seine Stammburg Justingen wurde geschleift und das Geschlecht verlor an Bedeutung. Die Herren von Justingen-Wildenstein wurden im Jahr 1317 letztmals erwähnt.
Im Jahr 1319 kam die Burg an Rudolf von Ramsberg. Aber auch diesem Geschlecht war keine lange Lebensdauer vergönnt. Um das Jahr 1390 wurden Burkhard von Lichtenstein und Wilhelm Schenck von Stauffenberg Mitbesitzer der Burg. Letzterer musste aber bereits 1395 dem späteren König Ruprecht von der Pfalz nach einer verlorenen kriegerischen Auseinandersetzung die Burg als Lösegeld übergeben.

### Die zimmerische Zeit
Von König Ruprecht I. erhielt Johannes der Ältere von Zimmern, genannt der Lapp, 1397/98 eine Hälfte der Burg als Mannlehen, die andere Hälfte zur Verwaltung. 1415 bekam er die ganze Burg von Pfalzgraf Ludwig im Bart „aus besonderer Gnade“. Im Jahre 1462 wurde die gesamte Burg an Johann Werner den Älteren von Zimmern „zu freiem und ungestörtem Genuss für sich und seine Erben“ übergeben.
Ab 1441 wurde die Burg unter Werner dem Jüngeren (circa 1423–1483) von den Zimmern ausgebaut. Laut Zimmerischer Chronik gab er 20.000 Gulden für den Ausbau aus. Um den jährlichen Unterhalt in Höhe von 120 Gulden zu sichern, kaufte er in der Stadt Überlingen für 3000 Gulden eine Gült. In die Zeit Werners des Jüngeren fällt auch der Bau der Zisterne im Burghof. Diese ließ sich anfangs nicht abdichten, da das Wasser im karstigen Untergrund immer wieder Spalten und Klüfte fand. Die Zimmerische Chronik berichtet, dass Werner das Problem gelöst habe, indem er ein magisches Kristall um Rat gefragt und den Werkmeistern die gefundene Lösung mitgeteilt hatte.

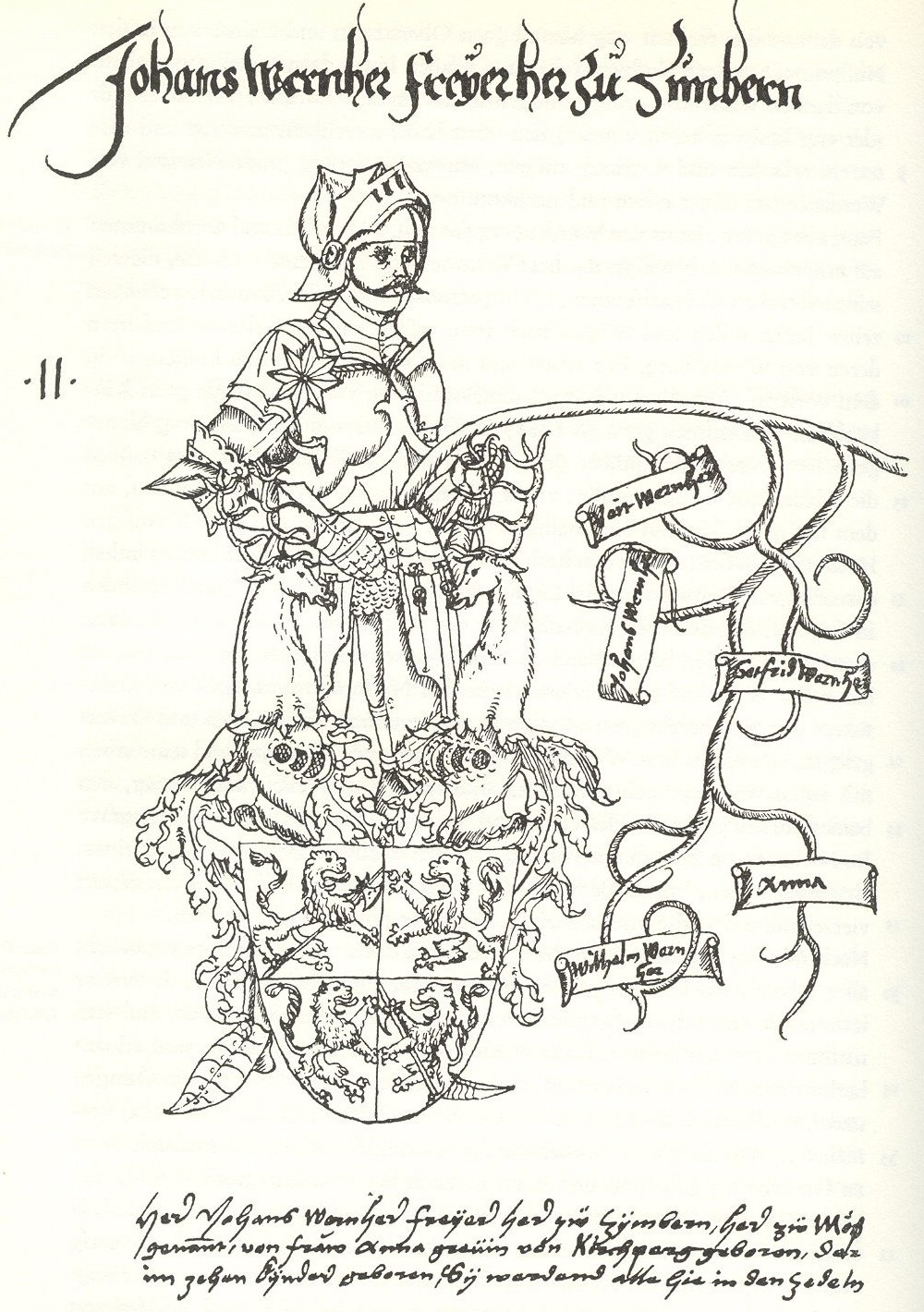
Johannes Werner von Zimmern der Ältere

Im Zuge der Werdenbergfehde, während der 1488 über Johannes Werner den Älteren von Zimmern die Reichsacht ausgesprochen wurde, ließ dieser zunächst bei Nacht heimlich die zimmerschen Urkunden, das Silbergeschirr, den besten Hausrat und was sonst an wertvollem beweglichem Gut vorhanden war, in Fässern und Truhen verstauen und aus seiner Residenz in Meßkirch auf den Wildenstein fahren. Als die Werdenberger immer mehr Teile des zimmerischen Besitzes an sich zogen und ein werdenbergischer Versuch fehlschlug, die Burg durch Verrat einzunehmen, wurde die Burg 1491 noch rechtzeitig für 4000 Gulden an Graf Andreas von Sonnenberg mit einem auch die Erben bindenden Rückgaberecht verkauft. Nur der Bruder Gottfried (1425–1508) mit den Besitzungen vor Wald und Burg Herrenzimmern war von diesen Entwicklungen nicht betroffen.
Die Reichsacht gegen Johannes Werner dem Älteren wurde aufgehoben. Er verstarb im Jahr 1495. Der größte Teil des zimmerischen Besitzes befand sich aber noch in der Hand der Werdenberger. 1497 soll Gottfried von Zimmern auf Bitten seines Neffen Veit Werner von Zimmern, der nach dem Tod des Vaters die Rückerlangung des Familienbesitzes vorantrieb, die Burg von Andreas von Sonnenberg zurückgekauft haben. Dieser hatte die oben erwähnte Gült einbehalten, bis die Erträge hieraus seine aufgelaufenen Kosten gedeckt hatten. Um diese Zeit muss auch vor dem Hofgericht in Rottweil die Burg von Gottfried an seine Neffen vermacht worden sein.
Mit der Unterstützung von Andreas von Sonnenberg, der Brüder Albrecht und Eberhart von Klingenberg sowie von vielen anderen süddeutschen Adeligen und mit der Burg Wildenstein als Basis gelang es Johannes Werner dem Jüngeren – sein älterer Bruder Veit Werner war 1499 gestorben – 1503 Meßkirch und die Herrschaft Zimmern von den Werdenbergern zurückzuerobern.

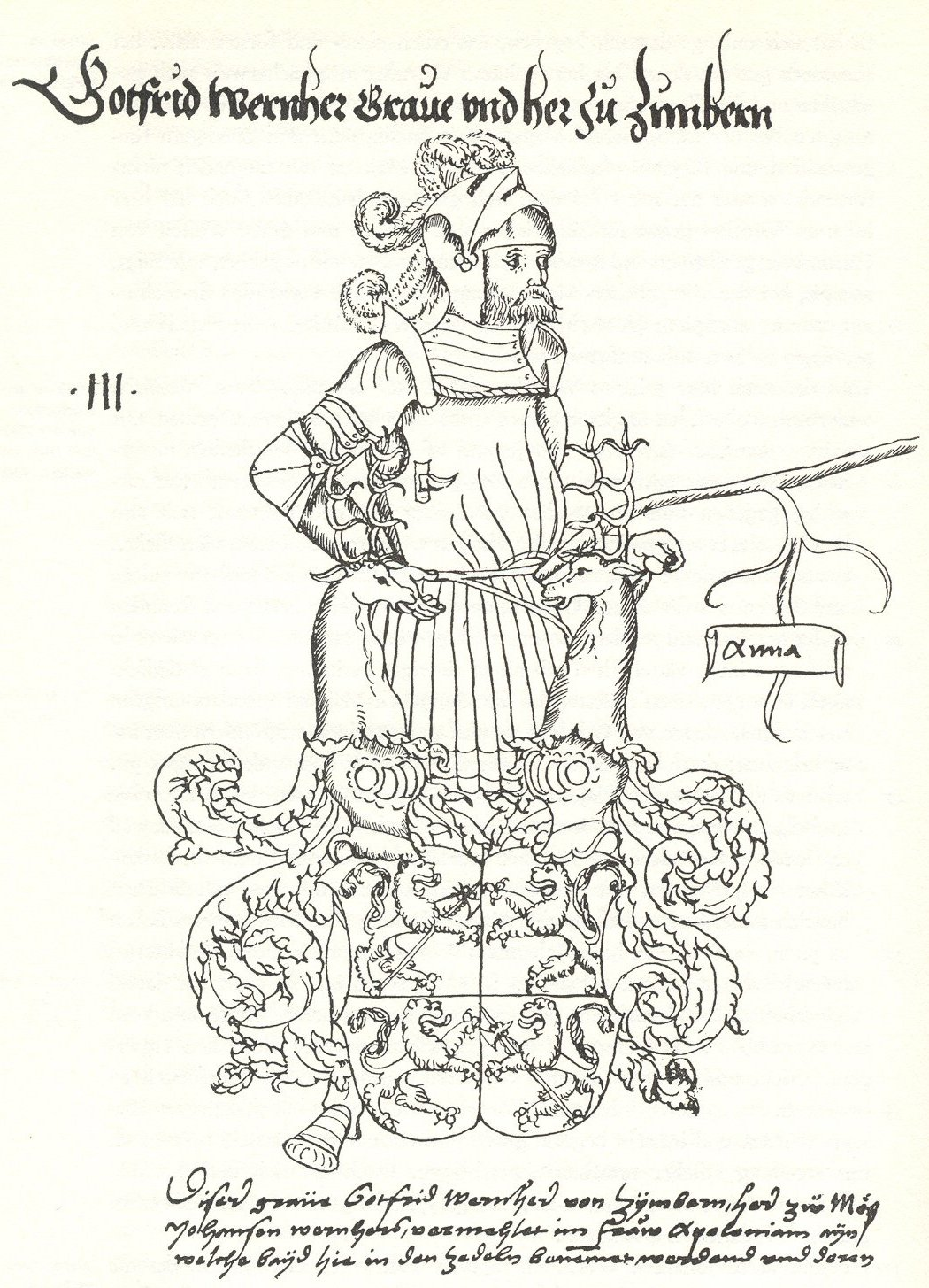
Gottfried Werner von Zimmern

Die Rückkehr der Burg in den zimmerischen Besitz war noch mit einigen legalistischen Stolpersteinen verbunden. Bei der Aufteilung des Erbes Johannes Werners des Älteren nach Wiedererlangung der Herrschaft und nach dem Tod des Onkels Gottfried fiel Burg Wildenstein im Erbvertrag von 1508 zunächst in den gemeinsamen Besitz der Brüder Johannes Werner und Gottfried Werner von Zimmern. Da erhoben die Gebrüder Klingenberg Anspruch auf die Burg, da deren Mutter und Gottfrieds Mutter Schwestern waren und sie deshalb einen Verwandtschaftsgrad näher am Erbe als die zimmerischen Brüder seien. Nach einem Schiedsverfahren unter der Leitung des Grafen Heinrich von Lupfen, Hauptmann der Gesellschaft vom Sankt Jörgenschild und Jos von Reischach zu Ach nahmen die Klingenbergbrüder Abstand von ihren Erbforderungen und wurden mit 200 Gulden und einem Pferd für ihre Unterstützung bei der Rückeroberung des zimmerischen Besitzes abgegolten.
Am 12. Mai 1511 ermordete Felix von Werdenberg den oben erwähnten Andreas von Sonnenberg. Motiv für den Mord sei gewesen, dass Andreas von Sonnenberg auf der Hochzeit von Herzog Ulrich von Württemberg Felix von Werdenberg wegen seiner kleinen Statur beleidigt hatte. Die Burg Wildenstein kam dadurch ins Spiel, dass Johannes Werner von Zimmern dem Mitglied der eben noch verfeindeten Familie von Werdenberg, der für diesen Mord extra von seinen Besitzungen in Brabant angereist war, Unterschlupf auf der Burg gewährte. So musste dieser nicht in Schloss Sigmaringen, dem Stammschloss seiner Familie, Aufenthalt nehmen. Von Wildenstein aus konnte er heimlich die Bewegungen des Andreas von Sonnenberg, der ja zu den größten Unterstützern der Zimmern bei der Rückeroberung ihres Besitzes gehört hatte, auskundschaften und am Morgen des 12. Mai von dort aus zu seiner Tat aufbrechen. Ein Motiv für diesen aus heutiger Sicht irrationalen Gesinnungswandel Johannes Werners bietet die Chronik nicht.
Gottfried Werner von Zimmern, der jüngere Bruder Johannes Werners brachte nun die Burg in seinen alleinigen Besitz. Der Tausch der Herrschaften Falkenstein gegen Meßkirch sowie die handstreichartige alleinige Inbesitznahme der Burg durch Gottfried Werner lassen sich mit der unsicheren Position erklären, die Johannes Werner, als Helfer und möglicher Mitwisser der Tat, im darauffolgenden Untersuchungsverfahren des Mordes einnahm. Die Chronik erklärt den Tausch mit der Rangerhöhung Gottfrieds nach dessen vorteilhafter Heirat mit Apollonia von Henneberg im selben Jahr. Nachdem im Jahr 1512 die Vorburg abgebrannt war und keine Einigung über den Wiederaufbau zwischen den Brüdern zustande kam, befahl Gottfried Werner 1513 Karlin Pfeiler, dem Burghauptmann von Wildenstein, nur noch ihm Gefolgschaft zu leisten. 1514 wurde die Herrschaftsaufteilung unter den Brüdern erneut besiegelt. Ab diesem Zeitpunkt baute Gottfried Werner, der eine Leidenschaft zum Burgenbau entwickelte, Wildenstein zur Festung um, dem Stand der frühneuzeitlichen Technik entsprechend. Obwohl Meßkirch die Residenzstadt war, hielt sich Gottfried Werner sehr gerne auf Wildenstein auf. Die Wohntrakte ließ er deshalb großflächig mit Renaissanceornamente enthaltenden Decken und Wandgemälden, aber auch mit bildlichen Nacherzählungen damals populärer Heldengeschichten schmücken. Auf der Freifläche vor der Burg plante er die Gründung einer neuen Stadt, wofür er schon Adelige geworben hatte, die er in deren Burgrecht aufnehmen wollte. Er verwarf diesen Plan wieder, als ihm keine legitimen Söhne vergönnt waren.

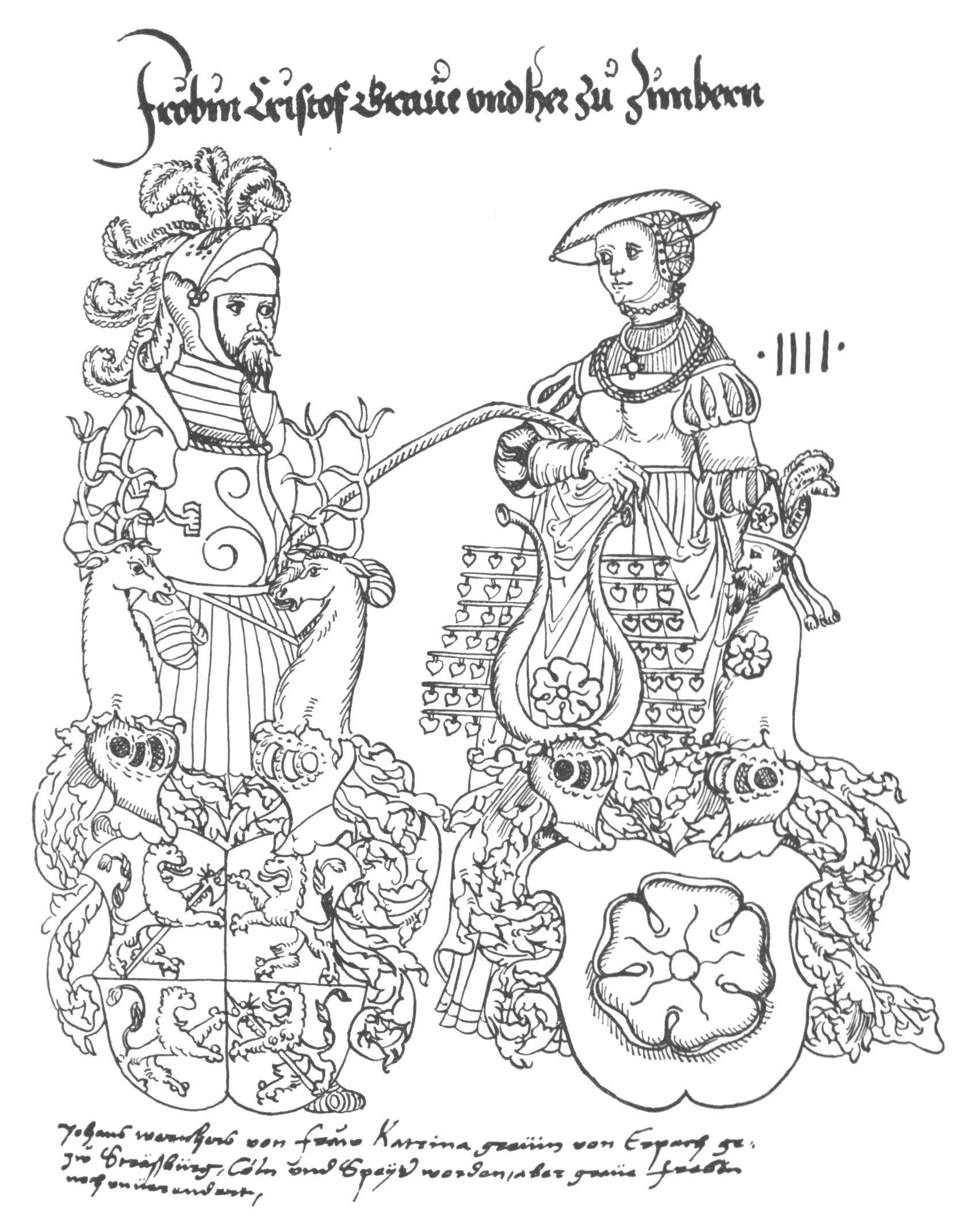
Froben Christoph von Zimmern

Der Neffe und Erbe Gottfried Werners, Graf Froben Christoph von Zimmern (Verfasser der Zimmerischen Chronik, einer herausragenden Quelle zur Adels- und Volkskultur des Lebens im 16. Jahrhundert) hat dort neben seiner Residenz in Meßkirch ebenfalls gewirkt.
Von kleineren Scharmützeln abgesehen, war die Burg nie Schauplatz größerer kriegerischer Auseinandersetzungen. Im Zuge der Werdenbergfehde gelang es den werdenbergischen Truppen, durch Verrat des Torwärters das erste Tor zu überwinden. Es gelang jedoch, sie zurückzuwerfen, so dass die Burg, wie erwähnt, mit Rückkaufrecht an den befreundeten Andreas von Sonnenberg übergeben werden konnte. Sie diente bei Pestepidemien, so 1519, als isolierter Schutzraum, bei dem selbst Lebensmittellieferungen nur bis vor das Burgtor erfolgten, um persönliche Kontakte zu vermeiden. Auch im Bauernkrieg 1525 ebenso wie im Schmalkaldischen Krieg suchten die Zimmern zusammen mit ihren adeligen Freunden, den Grafen von Helfenstein, den Truchsessen von Waldburg, der Landkomturei von Altshausen, dem Stift Beuron sowie anderen Adeligen Zuflucht auf Wildenstein. Die bedrohlichste Situation ergab sich im Fürstenkrieg 1552, als wiederum viele Adelige aus der Umgebung Schutz auf der Burg suchten und ihre beweglichen Vermögenswerte dort in Sicherheit brachten. Es sollen sich weit über 100.000 Gulden auf Wildenstein befunden haben. Die Feinde standen in Ulm und waren im Begriff, einen Zug ins Hegau und an den Bodensee zu machen. Graf Friedrich von Castell plante, mit wenigen Mann Gottfried Werner zur Übergabe zu zwingen. Ablach und Göggingen waren bereits geplündert und die Burgbesatzung richtete sich auf das Schlimmste ein. Sie erkannte die Mängel in den Verteidigungsvorbereitungen und musste insbesondere feststellen, dass die Moral der Mannschaften sehr niedrig war, da diese sich um ihre zurückgelassenen Familien sorgten. Gottfried Werner wollte seine blinde Tochter Barbara, die als Nonne im Kloster Inzigkofen weilte, ebenfalls auf die Burg in Sicherheit bringen, diese wollte aber getreu ihrem Gelübde im Kloster bleiben. Unverhofft zogen die feindlichen Truppen dann aber ins Allgäu ab.
Aufgrund ihrer Wehrhaftigkeit erregte die Burg auch in späteren Jahren immer wieder die Aufmerksamkeit der verschiedenen Kriegsgegner. Konkrete Auseinandersetzungen um die Burg gingen aber auch dann über anekdotische Episoden nicht hinaus.
Nach dem Aussterben der Grafen von Zimmern 1594 mit dem Tod Wilhelms von Zimmern verkauften die überlebenden Schwestern die Burg für 400.000 Gulden an Graf Georg von Helfenstein-Gundelfingen, den Gatten der zweitältesten Schwester Apollonia (1547–1604).

### Die fürstenbergische Burg

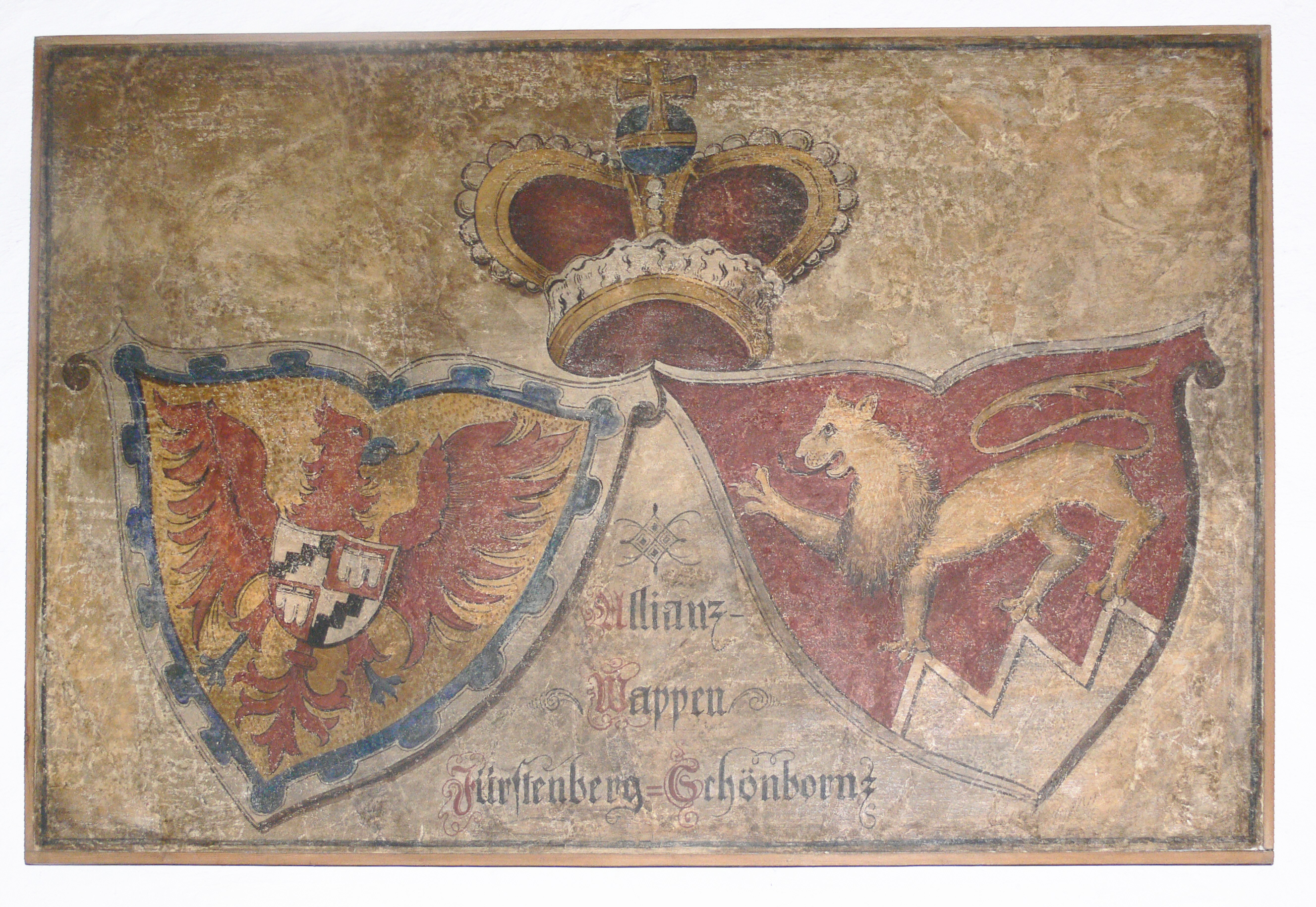
Allianzwappen Fürstenberg-Schönborn aus der Burgschenke auf Wildenstein

Nach dem Erlöschen des Geschlechts Helfenstein-Gundelfingen kam Wildenstein 1627 über den Gatten Johanna Eleonoras, Freiin zu Gundelfingen, Wildenstein und Meßkirch, den Grafen Wratislaus I. von Fürstenberg an dieses Haus. Im Jahr 1639, der Dreißigjährige Krieg hatte sich nach dem Frieden von Prag in einen offenen Krieg Frankreichs gegen die Reichsstände gewandelt, wandte sich Wratislaus von Fürstenberg an den kaiserlichen Hof mit der Bitte um 8.000–10.000 Gulden, um eine stärkere Besatzung auf der Festung zu ermöglichen. Da dieses Geld ausblieb, war Wildenstein nur mit vier Musketieren unter dem Kommando von Jacob Bürklin besetzt. Am Sonntag, dem 10. August 1642 begab sich dieser mit drei der Musketiere auf ein Fest nach Meßkirch. Der verbliebene Musketier wurde Pfeife rauchend und in der Sonne liegend vor der Burg von hohentwielschen Truppen überfallen. Einer der Frauen auf der Burg gelang es zwar noch, die Tore zu schließen, sie wurde aber von den anderen Frauen davon abgehalten, mit Waffengewalt gegen die nur einzeln über eine Schießscharte eindringenden Eroberer vorzugehen. Es scheint Verrat im Spiel gewesen zu sein, denn Bürklin und die anderen drei Musketiere ergriffen die Flucht. Bayerische Truppen rückten an, die Sturmangriffe konnten jedoch erfolgreich unter Verlusten für die Angreifenden abgewehrt werden. Als aber eine Belagerung eingeleitet wurde, und die neue Burgbesatzung sich nicht sicher war, wann Versorgung und Entsatz erwartet werden konnte, wurde eine ehrenvolle Kapitulation vereinbart. Am 4. September 1642 war die Festung in der Hand bayerischer Truppen unter Oberstleutnant von Marmont. Wildenstein blieb bis 1649 in bayerischer Hand.
Im Pfälzischen Erbfolgekrieg wurde die Burg nochmals unter kaiserliche Besatzung gestellt, und auch im Spanischen Erbfolgekrieg suchten die Fürstenberger auf Wildenstein Schutz.
Danach wurde die Burg vornehmlich als Gefängnis genutzt. 1744 brannte durch Leichtsinn eines Wächters, der sich seine Tabakpfeife ausgeklopft hatte, die Brücke ab. 1756 schlug der Blitz in den Giebel des Zeughauses, was zu großen Schäden an den Mauern des gesamten Westflügels führte.
Als im Frühjahr 1770 Prinzessin Marie-Antoinette zu ihrer Vermählung nach Frankreich reiste und in Donaueschingen Station machte, wurden die verbliebenen Geschütze von Wildenstein abgezogen, um beim Empfang Salut schießen zu können. Man sah offensichtlich keine militärische Notwendigkeit mehr, diese anschließend wieder auf die Burg zu bringen.

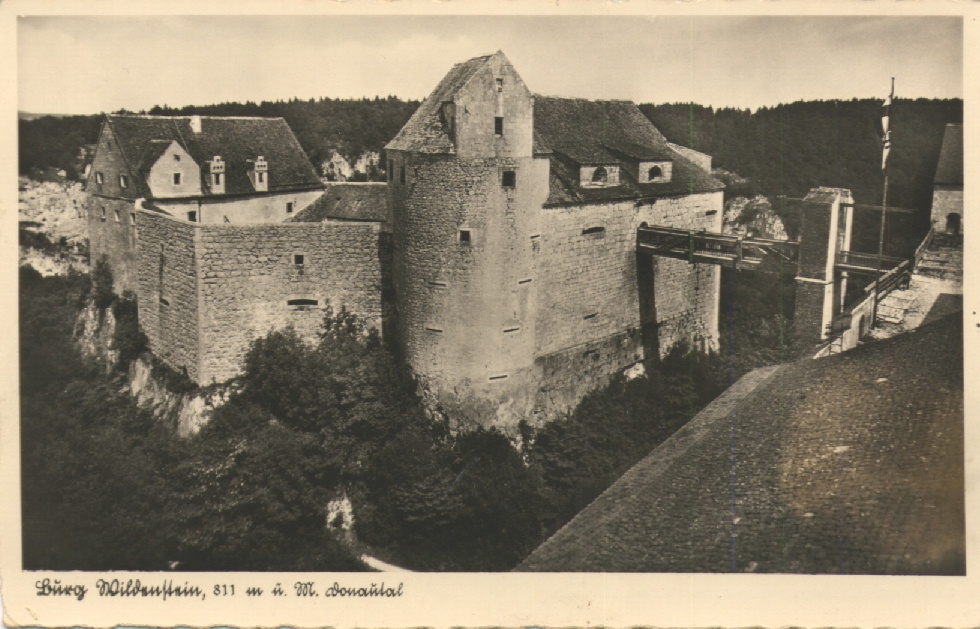
Postkarte ca. 1920

Die Burg verfiel immer mehr, und 1802 schlug die Oberamtsverwaltung in Meßkirch die Schleifung vor. In der Zeit der Mediatisierung aber, zwischen dem Reichsdeputationshauptschluss 1803 und der Rheinbundakte 1806, als Fürstenberg noch um seine Unabhängigkeit kämpfte, wurde die Burg von 1804 bis 1806 stattdessen renoviert und instand gesetzt. 1867 wurde durch Baurat Weinbrenner die Burgkapelle renoviert.
Am 16. November 1911 nahm die Burg starken Schaden durch ein Erdbeben in der Albstadt-Scherzone. Es entstanden starke Risse in der Umfassungsmauer und am Kommandantenturm. Die Giebelspitze sowie Gesimsteile brachen ab.
Bereits 1902 betrieb ein fürstlicher Hilfswaldarbeiter eine Schankwirtschaft auf der Burg. Am 11. November 1922 wurde mit der Forstwartswitwe Katharina Fecker, geborene Stehle, ein Pachtvertrag geschlossen, der neben der Landwirtschaft auch die Einrichtung einer Gastwirtschaft umfasste. Die Familie Fecker betrieb diese fast 50 Jahre bis 1971. Zur selben Zeit wurde im Zuge der Ausweitung der Wallfahrten im benachbarten Kloster Beuron in der Vorburg ein Herbergsbetrieb eingerichtet, schon damals in Zusammenarbeit mit dem Zweigausschuss Schwaben des Vereins für Deutsche Jugendherbergen.
Im Zweiten Weltkrieg wurden im Rittersaal viele Bilder und Kostbarkeiten eingelagert, so auch das Tafelbild des Hauptaltars der Stiftskirche St. Martin in Meßkirch (Anbetung der Heiligen Drei Könige) vom Meister von Meßkirch.
Nach dem Luftangriff auf Freiburg im November 1944 zog die Philosophische Fakultät der dortigen Universität Anfang 1945 mit zehn Professoren und 30 Studenten auf die Burg, um dort den Lehrbetrieb fortzusetzen. Initiator für diese Ortswahl dürfte der in Meßkirch geborene Martin Heidegger gewesen sein. Die Rückkehr nach Freiburg wurde am 24. Juni 1945 mit einem Abschiedsessen gefeiert.
Am 21. Dezember 1971 verkaufte Prinzessin Theresa von Fürstenberg für 150.000 DM die Burg an die Sektion Schwaben des Deutschen Jugendherbergswerks.

## Anlage
Die Burg stellt einen Übergang vom traditionellen mittelalterlichen Burgenbau zum neuzeitlichen Festungsbau dar. Der ehemals vorhandene exponierte Bergfried wurde abgerissen. Zur Hauptangriffsseite hin, die als leicht zur Burg hin geneigte breite Ebene ein ideales Aufmarschgebiet für Angreifer bot, nahmen sowohl die Vorburg, als auch die sogenannte Hauptbastion die Funktion einer Art Schildmauer ein. Beide unterschieden sich aber auch von der traditionellen Form, indem statt in die Höhe in die Breite und Tiefe gebaut wurde. Durch diese geduckte Form bot die am meisten gefährdete Seite eine geringe Angriffsfläche bei Artilleriebeschuss, gleichzeitig bestand von der Burg aus ein freies Schussfeld. Einen weiteren Schutz bildeten die künstlich herausgearbeiteten, mit Zugbrücken gesicherten tiefen Gräben, was insgesamt eine Sturmfreiheit im Sinne des alten Burgenbaus herstellte. Derartige Mischformen zwischen Burg und Festung sind in Europa nur noch selten zu finden. Diese Veränderungen gingen hauptsächlich auf Gottfried Werner von Zimmern zurück, der nochmals an die 40.000 Gulden an der Burg verbaute. Als Kostenvergleich weist Piper auf den Erwerb der Burg Falkenstein mit einer Wiese, einem Fischwasser, drei Dörfern und einer Mühle für 4880 Gulden durch Gottfried Werner hin.

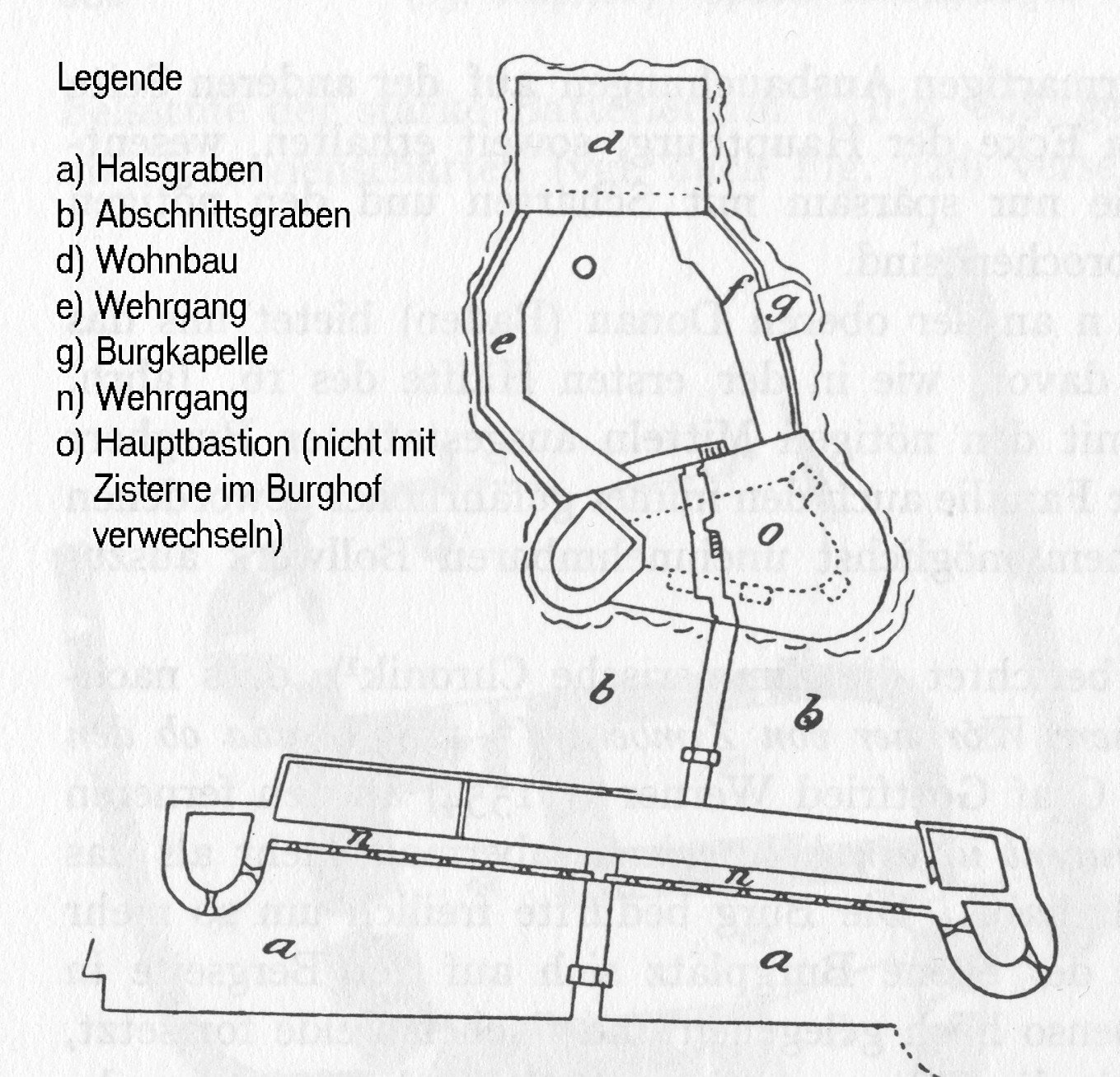
Grundriss der Burg, aus Otto Pipers Burgenkunde, S. 610
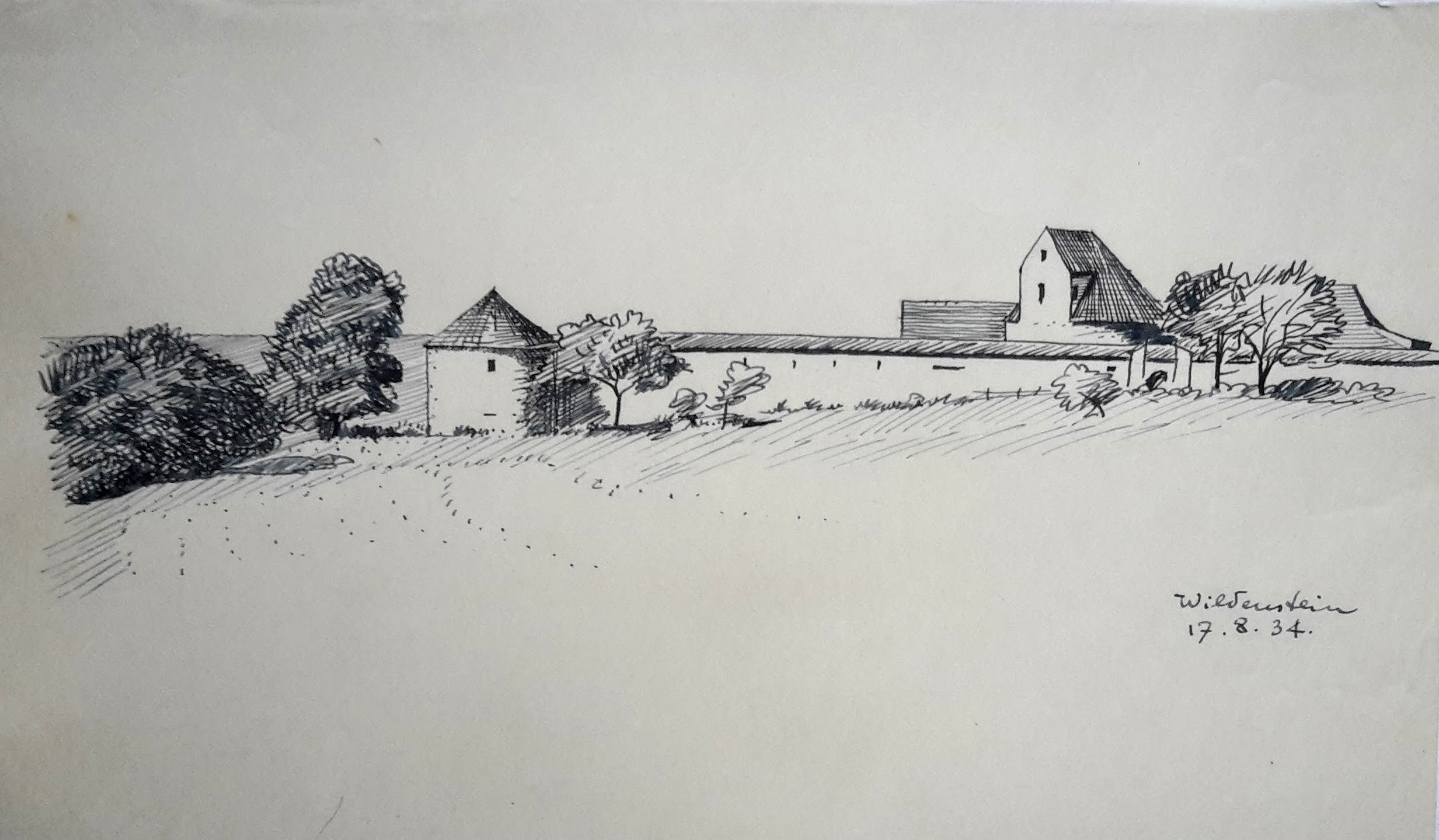
Ansicht von der Hauptangriffsseite
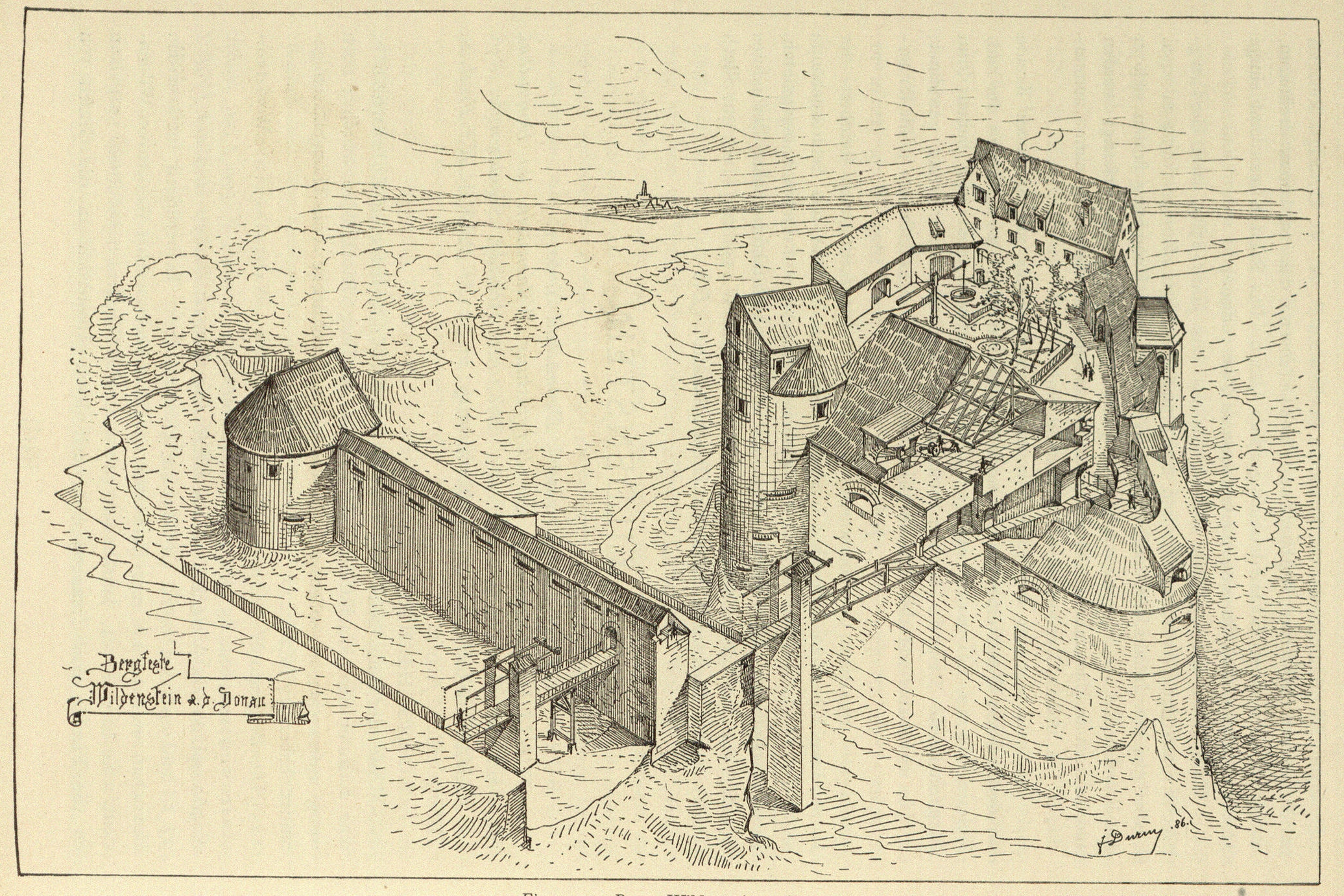
Aufriss aus: Franz Xaver Kraus: Die Kunstdenkmäler des Grossherzogthums Baden. Band 1: Die Kunstdenkmäler des Kreises Konstanz. Freiburg i. Br. 1887

### Vorburg

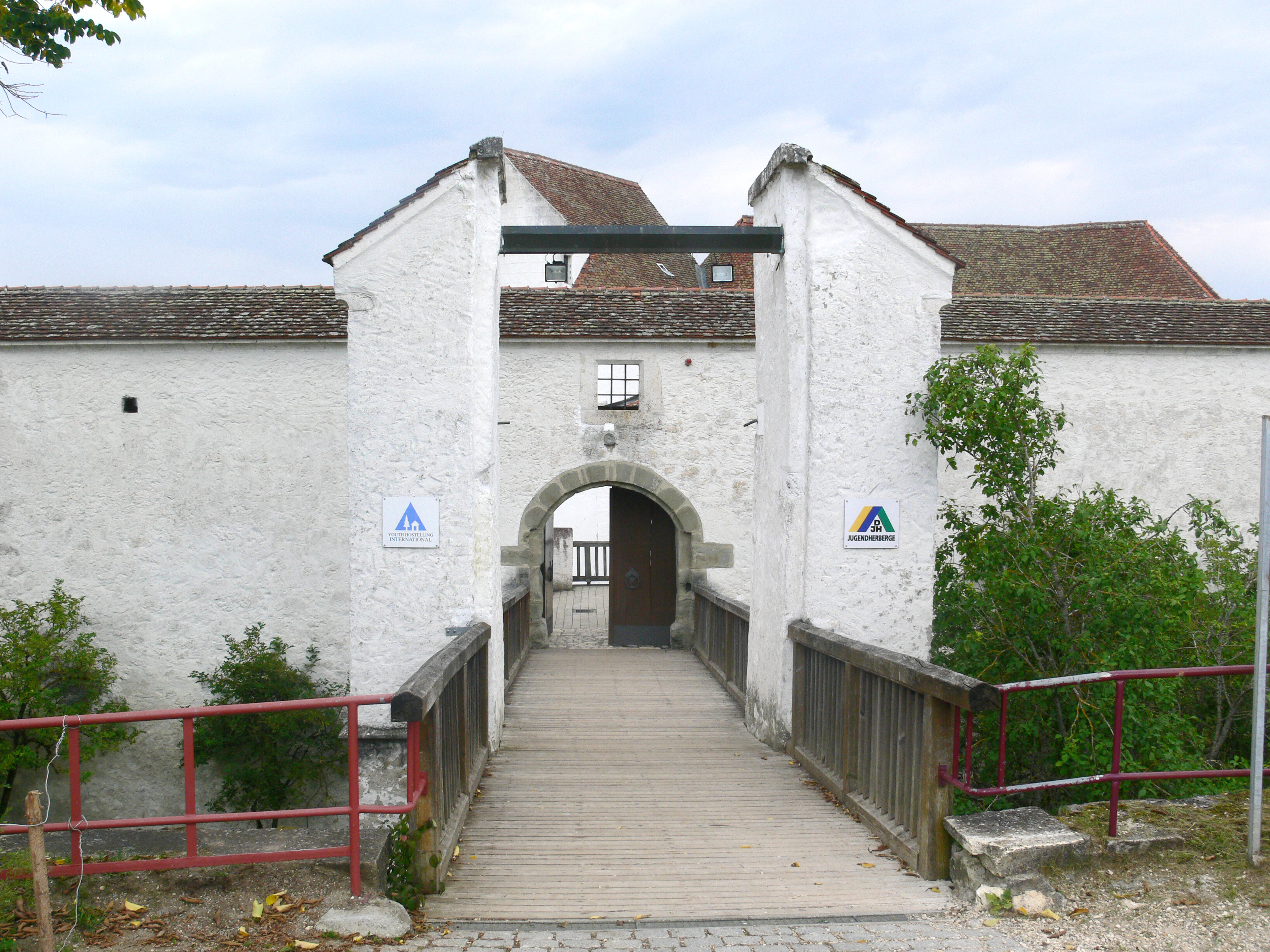
Äußeres Tor und Vorburg

Man erreicht die Vorburg über einen durchschnittlich 15 Meter breiten äußeren Halsgraben, der angriffsseitig einer Kontereskarpe gleich aufgemauert ist. Dieser Graben ist mit dem inneren Abschnittsgraben verbunden, so dass die Vorburg praktisch auf einer Felsinsel steht. Zur Angriffsseite ist die über 100 Meter breite, aber kaum 10 Meter tiefe Vorburg mit einer 74 Meter langen und drei Meter starken Schildmauer gesichert. Diese besitzt einen gedeckten Wehrgang mit einer einen Meter starken Brüstungsmauer. An den Seiten wird die Schildmauer von zwei flankierenden Rundtürmen gedeckt, aus deren Maulscharten das Vorfeld, der Graben und die Zugbrücke mit Geschützfeuer bestrichen werden konnten. Zur Burgseite hin befindet sich keine Wehrmauer, um eventuellen Eindringlingen keine Deckung vor Beschuss aus der Hauptburg zu gewähren. In der Vorburg waren die Mannschaftsunterkünfte und Stallungen untergebracht: im Westturm der Burgvogt, im Ostturm die Wächter und Mannschaften. Die Innenräume der Gebäude wurden für den Jugendherbergsbetrieb umgestaltet. Das Burgtor der Vorburg lag etwas tiefer als die Kante des äußeren Grabens. Es befindet sich etwas westlich der Mitte der Schildmauer. Die aus dem äußeren Graben hoch aufragenden Brückenpfeiler weisen auf eine Zugbrücke mit Schwungruten hin.

### Abschnittsgraben und Zugbrücke

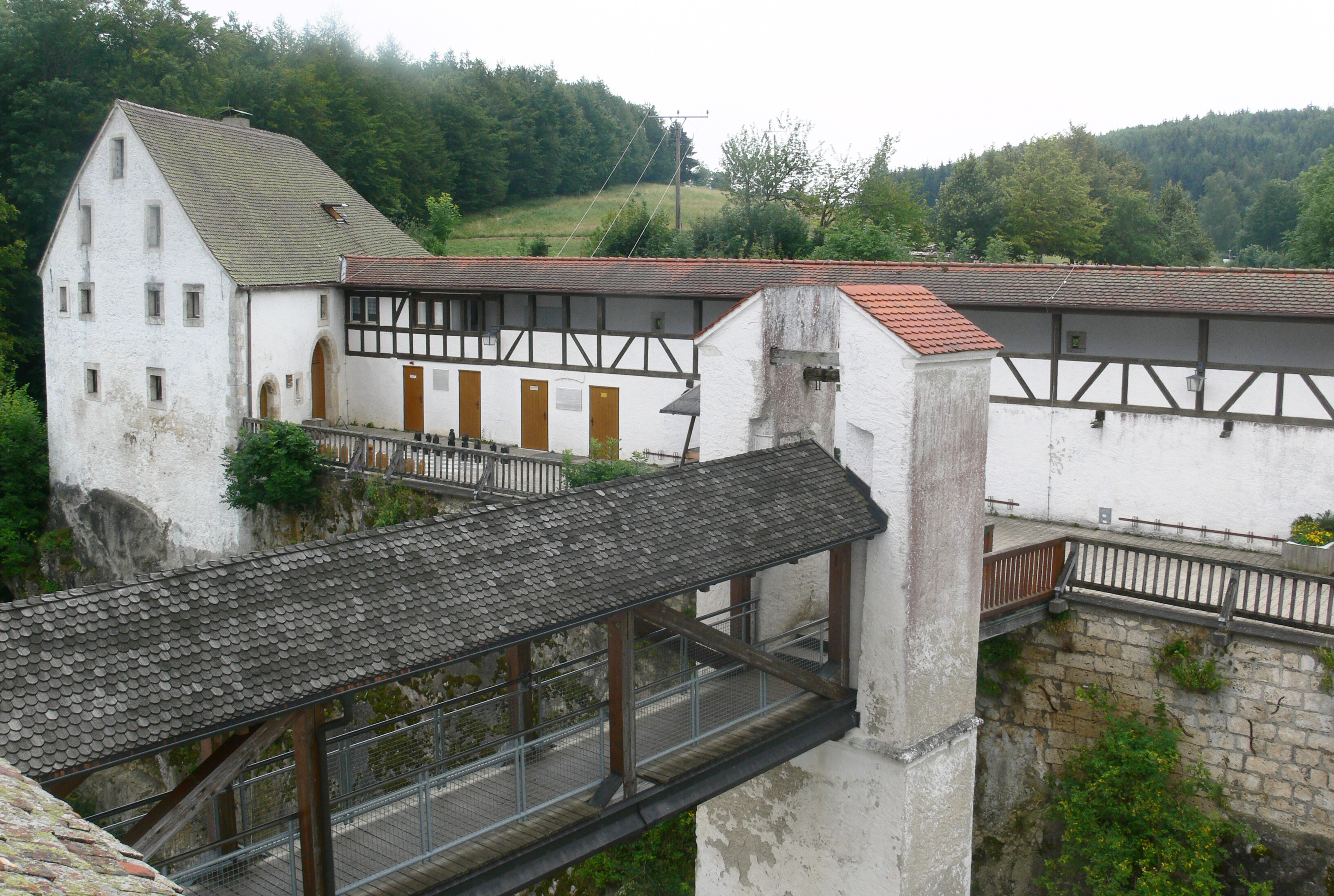
Blick von der Hauptbastion auf Brücke und Vorburg

Zwischen Vorburg und Hauptburg befindet sich der imposante 40 Meter lange Abschnittsgraben. Vollständig von Menschenhand aus dem Fels gebrochen, hat er eine Breite von 20 Metern und eine heutige Tiefe von 13 bis maximal 16 Metern. Ursprünglich war dieser innere Graben bis zu 10 Meter tiefer als heute und lief unten spitz zu, um Angreifern nicht die Möglichkeit zu geben, den Grabengrund als Basis für Belagerungsmaschinen und Ähnliches zu nutzen. Heute führt ein bequemer Fahrweg in den Graben, um Lieferanten die Möglichkeit zu geben, die Pforte unterhalb des Ost-Wehrgangs zu erreichen. Diese wurde zusammen mit einem modernen Lastenaufzug angebracht, um die Versorgung der Jugendherberge zu erleichtern, da sonst, wie dies zu Zeiten der Nutzung als Burg der Fall war, jeder Korb mehrere hundert Meter über zwei Brücken und ein enges, abschüssiges Tor getragen werden müsste.

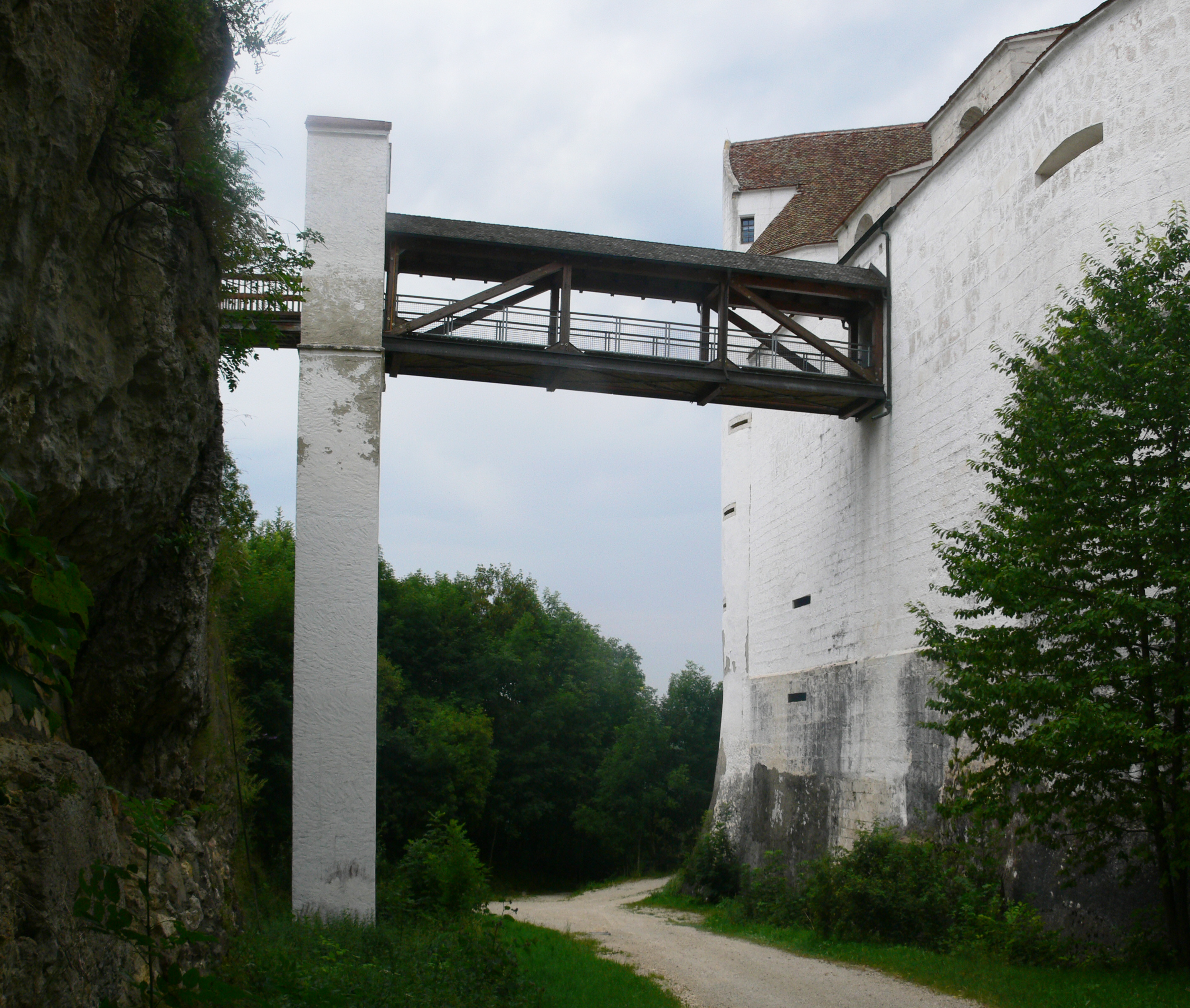
Abschnittsgraben zwischen Vorburg und Hauptbastion

Zusätzlich zur ohnehin beeindruckenden Tiefe des Grabens wurden die Seitenwände der Vor- und Hauptburg rundum senkrecht um durchschnittlich 25 Meter abgeschrofft, was den Außenmauern den Eindruck schier unermesslicher Höhe gibt. Welchen Eindruck dies auf die Zeitgenossen gemacht hatte, vermittelt der Stich Matthäus Merians (siehe oben), der den Graben bis zur Talsohle reichend darstellte. Auch heute ist die Brücke für Menschen mit Höhenangst ein Hindernis. Die heutige Überdachung des hinteren Teils der Brücke ist durch ihre Raumwirkung ein psychologisches Mittel, solche Höhenangst zu unterdrücken. Die Brücke ruht auf einem von der Grabensohle hochgemauerten Pfeiler. Durch die von diesem Pfeiler aus geführte Zugbrücke mit Schwungruten konnte der Zugang von der Vorburg zur Hauptburg weiter erschwert werden. Dieses Brückenwerk lag aus strategischen Gründen 10 Meter östlich des ersten Brückenwerks, dem Zugang zur Vorburg, um einen geradlinigen Vorstoß durch angreifende Truppen zu unterbinden. Für weitere Wehranlagen auf diesem Pfeiler reichte der Platz nicht aus. Auch Piper bemerkt ausdrücklich, dass diese sonst unerhörten Maßverhältnisse eher den Eindruck eines weiten natürlichen Zwischenraums zwischen zwei vereinzelt aufragenden Felsen vermitteln. Diese Bautechnik, die Felswände tief senkrecht abzuschroffen und das Mauerwerk direkt an dieser künstlich geschaffenen Felskante aufzumauern, führte bereits damals zu Kritik und Skepsis. Man konnte sich nicht vorstellen, dass infolge der häufigen und unerwarteten Bergstürze es nicht bald zu einem Einsturz kommen würde.

### Hauptbastion

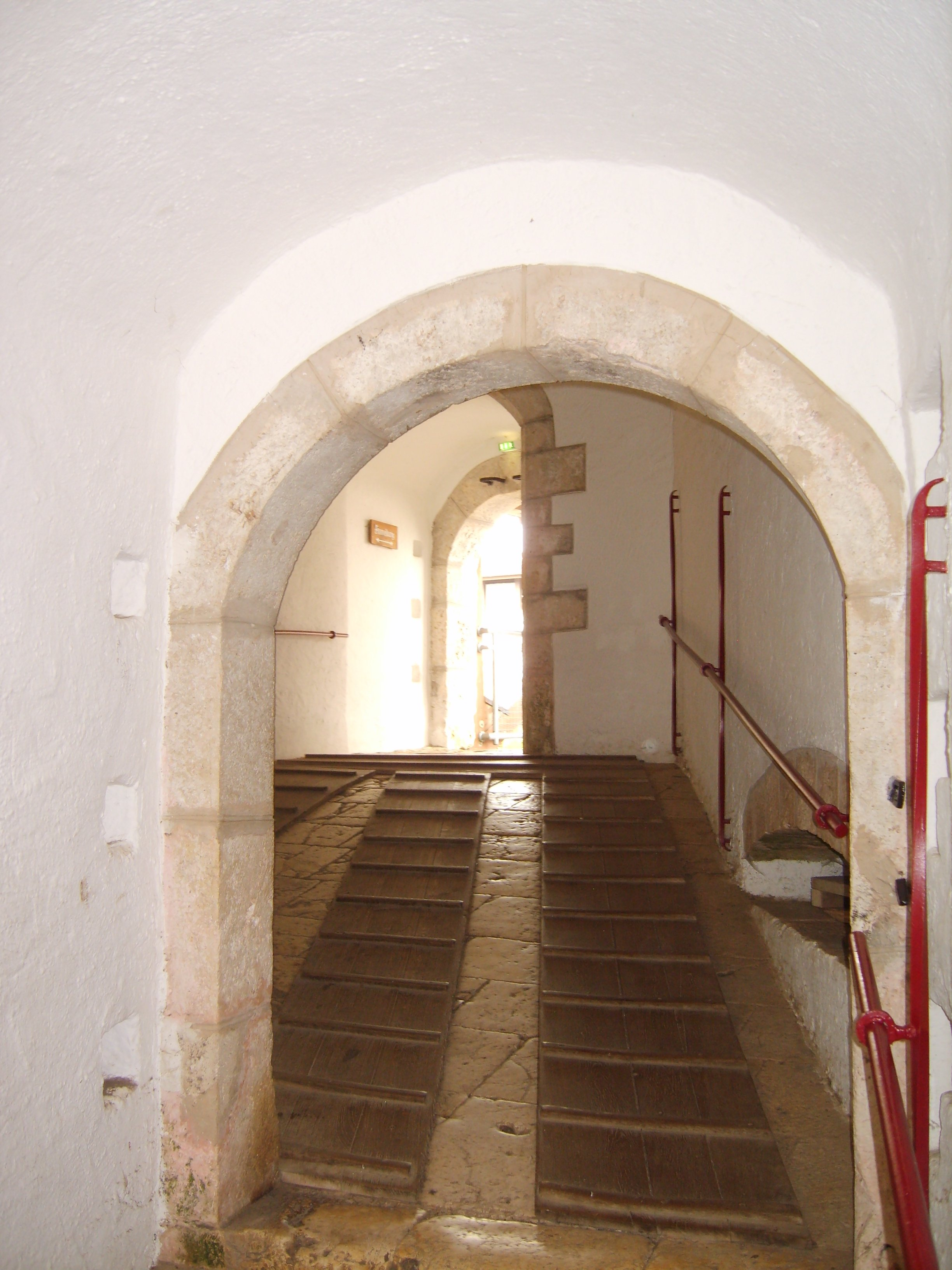
Blick durch das Burgtor

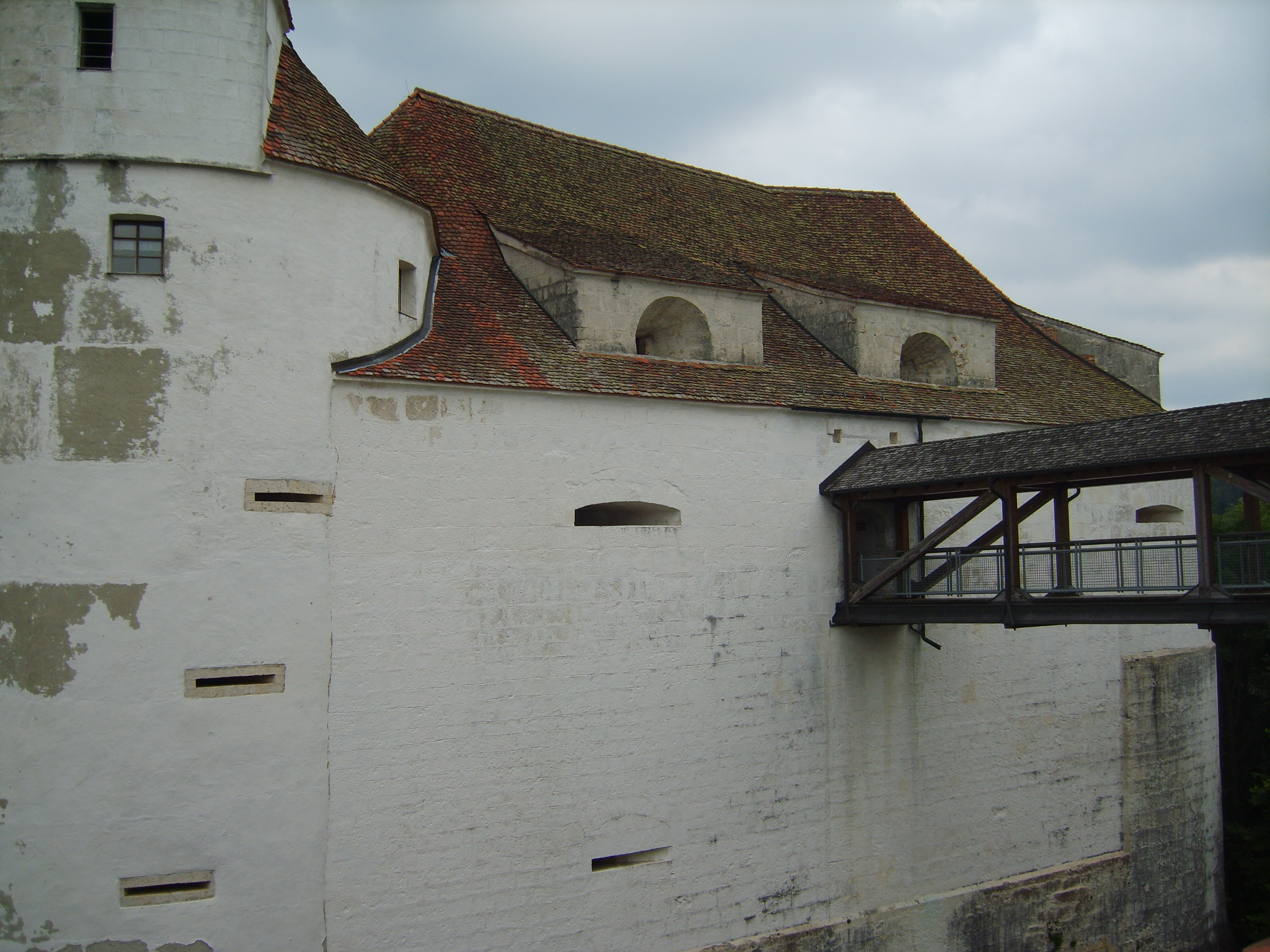
Hauptbastion mit Burgtor

Die Hauptbastion stellte das Hauptverteidigungswerk der Burg dar. Von ihr aus konnten nicht nur die unmittelbar davorliegende Brücke und das Innere der Vorburg gesichert werden, durch die bereits erwähnte gebückte Anlage der Vorburg war es von dieser Hauptbastion außerdem möglich, über die Vorburg hinweg, auch das Vorfeld der Burg mit Artilleriefeuer zu bestreichen. Die Hauptbastion schützte wie eine weitere Schildmauer die auf dem Bergsporn hinter ihr liegenden Gebäude, Palas und Burgkapelle sowie den Burghof mit der Zisterne. Die Dimensionen gehen über die einer normalen Schildmauer weit hinaus. Im Grundriss gleicht sie einem unregelmäßigen Oval von bis zu 40 Metern Länge und 20–25 Metern Breite. Der gewachsene Fels wurde an den drei Außenseiten vertikal abgeschrofft, wo er von dieser Vertikalen nach innen zurückwich, wurde das Mauerwerk senkrecht nach oben aufgesetzt und dahinter massiv hinterfüttert. Die unteren Kasematten haben Wandstärken von fast 5½ Metern und selbst im Obergeschoss betragen sie noch 3,70 Meter. Im Ostteil, wo vermutet wird, dass der ursprüngliche Fels höher reichte, gibt es im Eingangsbereich keine Unterkellerung und keine Kasematten, die Hauptbastion stellt sich dort als eine fast 25 Meter starke solide Mauer dar. Die Bastion besteht, von der Höhe des Eingangs aufwärts gemessen, nur aus zwei Stockwerken, die mit Kanonenschießscharten versehen sind. Vom Burghof aus zugänglich befinden sich im westlichen Teil der Bastion einige wenige Lager- und Wirtschaftsräume. Mitten durch dieses Werk führt das Burgtor. Es lässt sich am Ein- und Ausgang sowie mittig durch starke Türen verriegeln. Da sich die Stallungen in der Vorburg befanden und es sicher nicht vorgesehen war, bis in den Burghof zu reiten, ist der Tordurchlass eng dimensioniert sowie mit einem Versatz versehen. Dies machte einerseits einen Kanonendurchschuss unmöglich, andererseits erschwerte es die Nutzung von Rammbalken gegen die mittlere Tür. Zusätzlich konnten durch eine große Gussöffnung oberhalb des Knickbereichs die Angreifer weiter effektiv bekämpft werden.

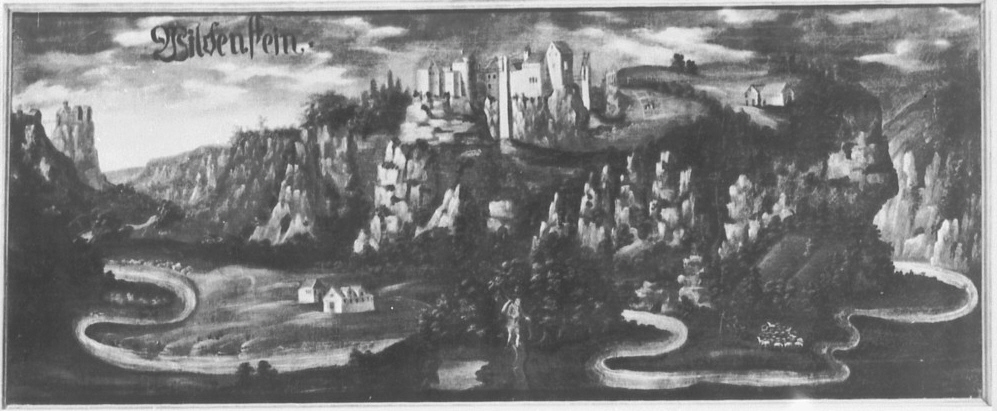
Alte, phantastisch ausgeschmückte Darstellung der Burg

Im sogenannten Kommandantenturm im Westteil der Hauptbastion befinden sich noch Teile eines mittelalterlichen Turmes, möglicherweise des von Gottfried Werner abgebrochenen Bergfrieds. Im Obergeschoss soll sich seine Schreibstube befunden haben, später war es die namensgebende Kommandantur. Es befinden sich hier noch einige Wand- und Deckengemälde. Ein Teil der Deckengemälde wurde nach dem Verkauf der Burg an das Jugendherbergswerk zum Schloss Werenwag gebracht. Die Räumlichkeiten werden heute als Schlaf- und Aufenthaltsräume der Jugendherberge genutzt.

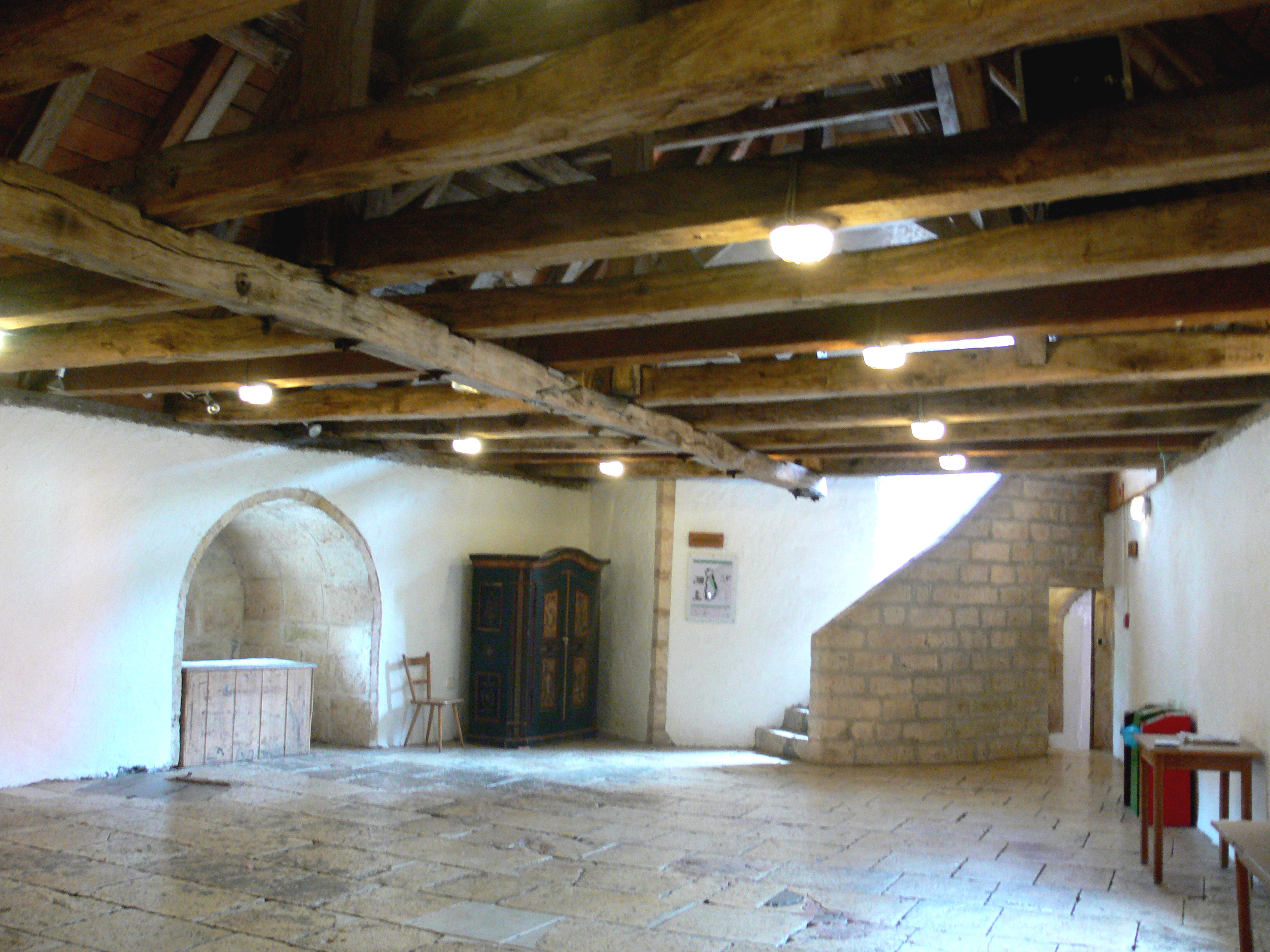
Exerziersaal mit offener Dachkonstruktion

Den größten Teil des obersten Stockwerks nimmt der sogenannte Exerziersaal ein. Ohne Dach ist dieser Raum als offene Geschützstellung denkbar. Während alle Schießscharten auf der Burg höchstens für Hakenbüchsen und Falkonetten geeignet waren (was laut Günter Schmitt für Wildenstein auch belegt ist), konnte dort (ohne Dach) weitreichende, großkalibrige Artillerie stationiert werden. Für eine offene Stationierung spricht, dass der Pulverdampf in geschlossenen Kasematten einen dauerhaften Einsatz erschwert hätte. Die offene, auf Schlaudern gelagerte Dachkonstruktion soll im Kriegsfall leicht abzuschlagen gewesen sein. Die Fußbodenkonstruktion mit großen Kalksteinplatten, leichtem Gefälle und Wasserablaufrinne weist ebenfalls darauf hin, dass das Fehlen eines Daches in die Bauplanung einbezogen war. Piper weist aber darauf hin, dass das Abtragen eines Daches im Verteidigungsfall im Allgemeinen und bei Burg Wildenstein im Besonderen wohl wenig praktikabel war. Eine leicht abzunehmende Dachkonstruktion hätte in exponierten Burganlagen einem größeren Sturm nicht standgehalten, darüber hinaus dürfte die Vorwarnzeit in Kriegszeiten für eine ordentliche Demontage kaum ausgereicht haben. Andererseits hätte der zu erwartende Aufwand des Wiederaufbaus nach einer unnötigen Demontage eben die Inangriffnahme einer solchen im Vorfeld sicherlich verhindert. Der jetzige, seit Jahrhunderten bestehende Dachstuhl straft Piper in Bezug auf die mangelnde Sturmfestigkeit Lügen, aber die Argumente hinsichtlich des Aufwands haben sicher Gültigkeit. Auch die Chronik berichtet bei den kriegsbedingten Rückzügen auf die Burg in keinem Fall von einem Dachabriss. In der Kommandantenwohnung gab es zu Pipers Zeiten noch ein kaum erkennbares Wandgemälde, das die Bastion ohne Dach darstellte. Solche Abbildungen sind jedoch keine zuverlässigen Quellen (siehe etwa die überzogene Darstellung der Burganlage durch Merian). Die hier beschriebenen Widersprüche schiebt Piper auf die Neigung Gottfried Werners als Bauherren hin, „was er ein jar ufgericht und erbawen, so es im das nachgehendt jar nit gefallen, hat er wider abgebrochen und uf ein ander manier gemacht“.

#### Das sogenannte Verlies
In der dem Hof zugewandten Wand des sogenannten Exerziersaals befindet sich ein viereckiges Loch von 40 mal 60 cm Seitenlänge und einer Tiefe von 70 cm. Es ist das Mündungsloch eines 4–5 Meter tiefen und 2,6–3,3 Meter breiten fensterlosen Raumes, der heute Verlies genannt wird. Otto Piper räumte in seiner Burgenkunde ein, dass in Ermangelung eines Bergfrieds dies zwar der logische Ort für ein typisches Burgverlies sei, aber der Zugang über eine Leiter unnötigerweise besonderer Geschicklichkeit bedürfe. Er vermutete, dass es sich eher um einen Aufbewahrungsort für besondere Wertgegenstände handelte, ein nachzuvollziehender Gedankengang, stellt der Raum selbst heute noch den gegen gewaltsame äußere Einflüsse am besten geschützten Raum der Burg dar. Die Mauerstärken betragen dort ringsum über fünf Meter.
Dennoch wurde auf der Burg auch dafür gesorgt, Gefangene unterzubringen. So ließ Gottfried Werner einen Block für Wildenstein anfertigen.

### Burghof und Wehrgänge

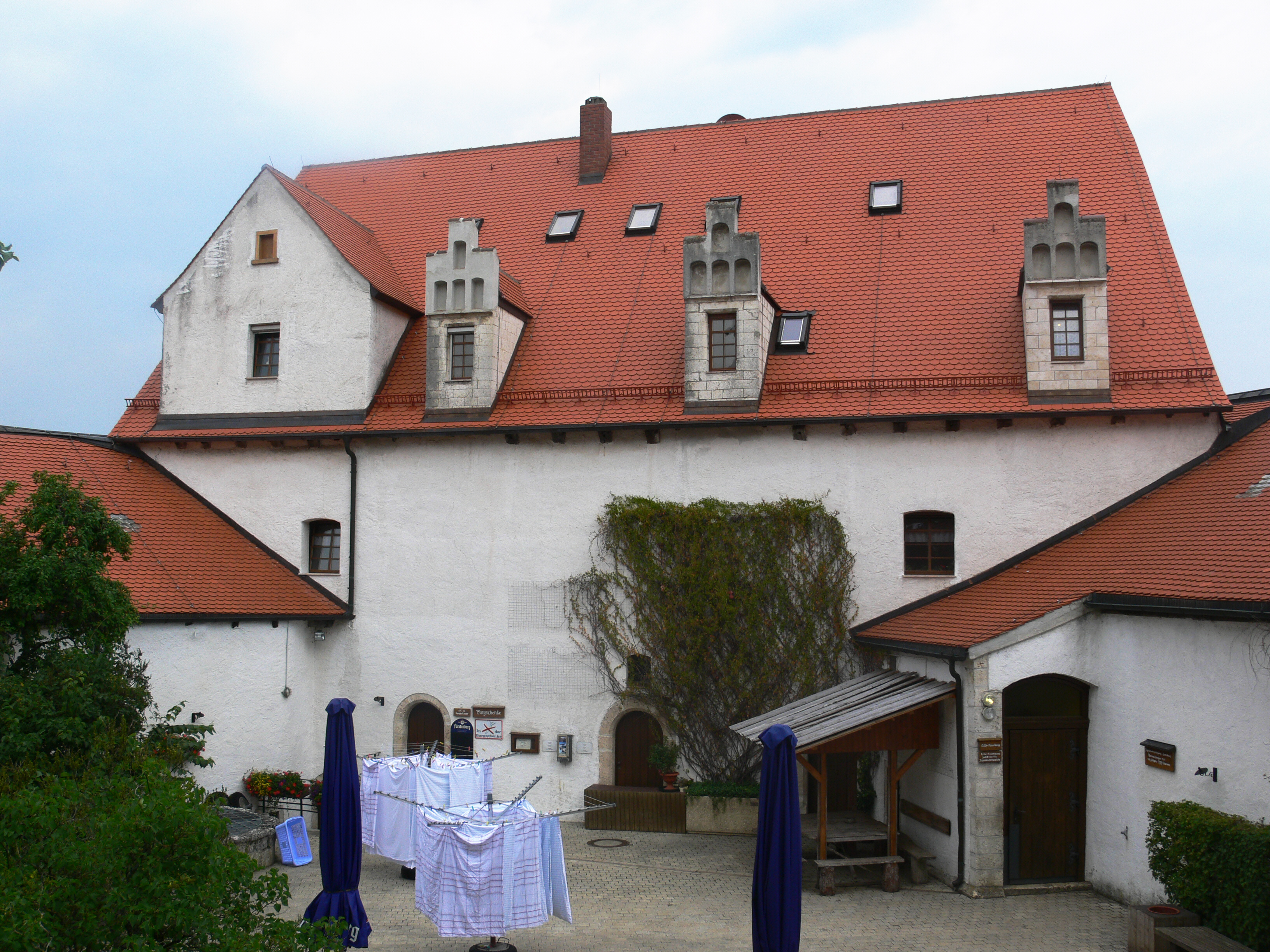
Blick in den Burghof

Hinter der Hauptbastion, begrenzt von je einem Wehrgang (dem geraden östlichen und dem gekrümmten westlichen) befindet sich der Burghof. Dort ist besonders die 17 Meter tiefe Zisterne hervorzuheben, die bereits von Werner dem Jüngeren angelegt wurde. Nachdem anfängliche Schwierigkeiten, diese abzudichten, behoben waren, stellte sie die Wasserversorgung der Burg sicher, da auf dem Karstfelsen Quellwasser nicht zur Verfügung stand. Der geschlossene Wehrgang muss vor Gottfried Werners Umbau, wenn nicht voll umlaufend, so zumindest dreiseitig, mit einem Treppenaufgang am jeweiligen Ende gewesen sein.

### Burgkapelle

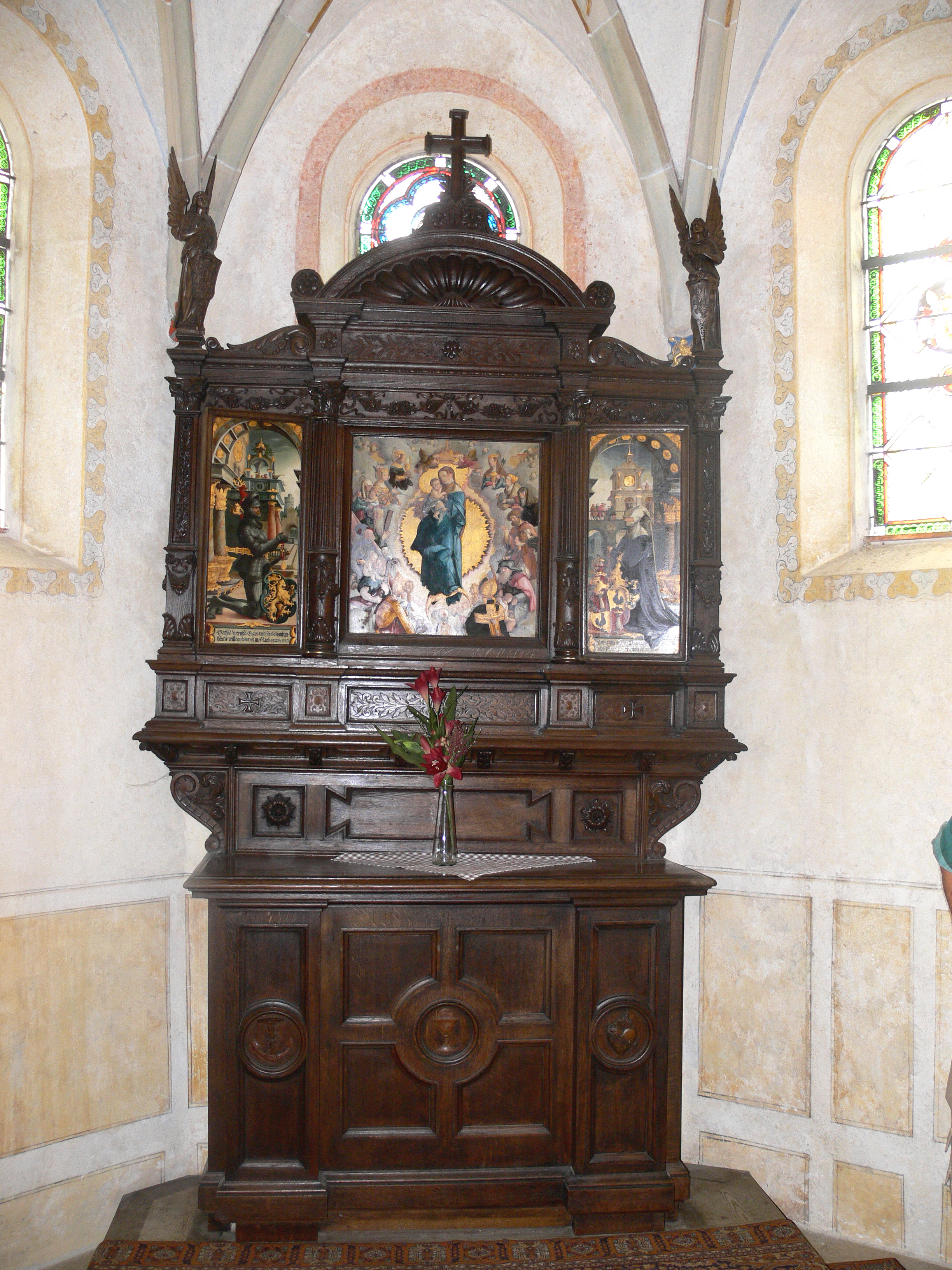
Burgkapelle mit Kopie des Wildensteiner Altars

Vom östlichen Wehrgang springt die Burgkapelle mit 3/8-Chor und spätgotischem Netzgewölbe ab. In dessen Schlusssteinen befinden sich das Wappen Gottfried Werners von Zimmern und das seiner Gattin Apollonia von Henneberg, in den Konsolen unter anderem das Wappen Oettingens für Gottfried Werners Mutter Margaretha von Oettingen († 1528).
Die Kapelle wurde 1536/37 ausgebaut und mit einem Altar, möglicherweise dem sogenannten Wildensteiner Altar ausgestattet, einem Hauptwerk des Meisters von Meßkirch.
Vermutlich wurde bei der Renovierung durch Baurat Weinbrenner 1867 der heutige Altar mit den Kopien der Altarbilder des Meisters von Meßkirch aufgestellt. Die Stilmerkmale des Schnitzwerks weisen auf diese Zeit hin. Die Originalgemälde kamen in die Fürstlich Fürstenbergischen Sammlungen nach Donaueschingen. Beim Ausverkauf der dortigen Kunstschätze konnten sie durch eine Aufnahme in die Sammlung Würth vor einem Verkauf ins Ausland bewahrt werden. Bei der Renovierung wurden auch neue Fenster mit Fürstenberger Wappen eingesetzt.
Die Kapelle ist unterkellert. Dort kolportiert die Burgenromantik einen bis ins Tal der Donau reichenden Geheimgang. Profaner ist davon auszugehen, dass es sich um ein bautechnisch notwendiges Untergeschoss handelt, das eine verteidigungstechnische Nebenfunktion hatte, indem von dort aus eine Flankensicherung der Ostseite der Burg durchgeführt werden konnte. Piper weist in seiner Burgenkunde darauf hin, dass es ähnliche, zum Verbergen von Habe und Menschen dienende Räume auch auf anderen Burgen gab. Der Raum gründet auf gewachsenem Fels, ein Gang ist nirgendwo festzustellen. Im Dachgeschoss befindet sich eine Glocke aus dem Jahr 1525.

### Wohnbau (volkstümlich Palas)

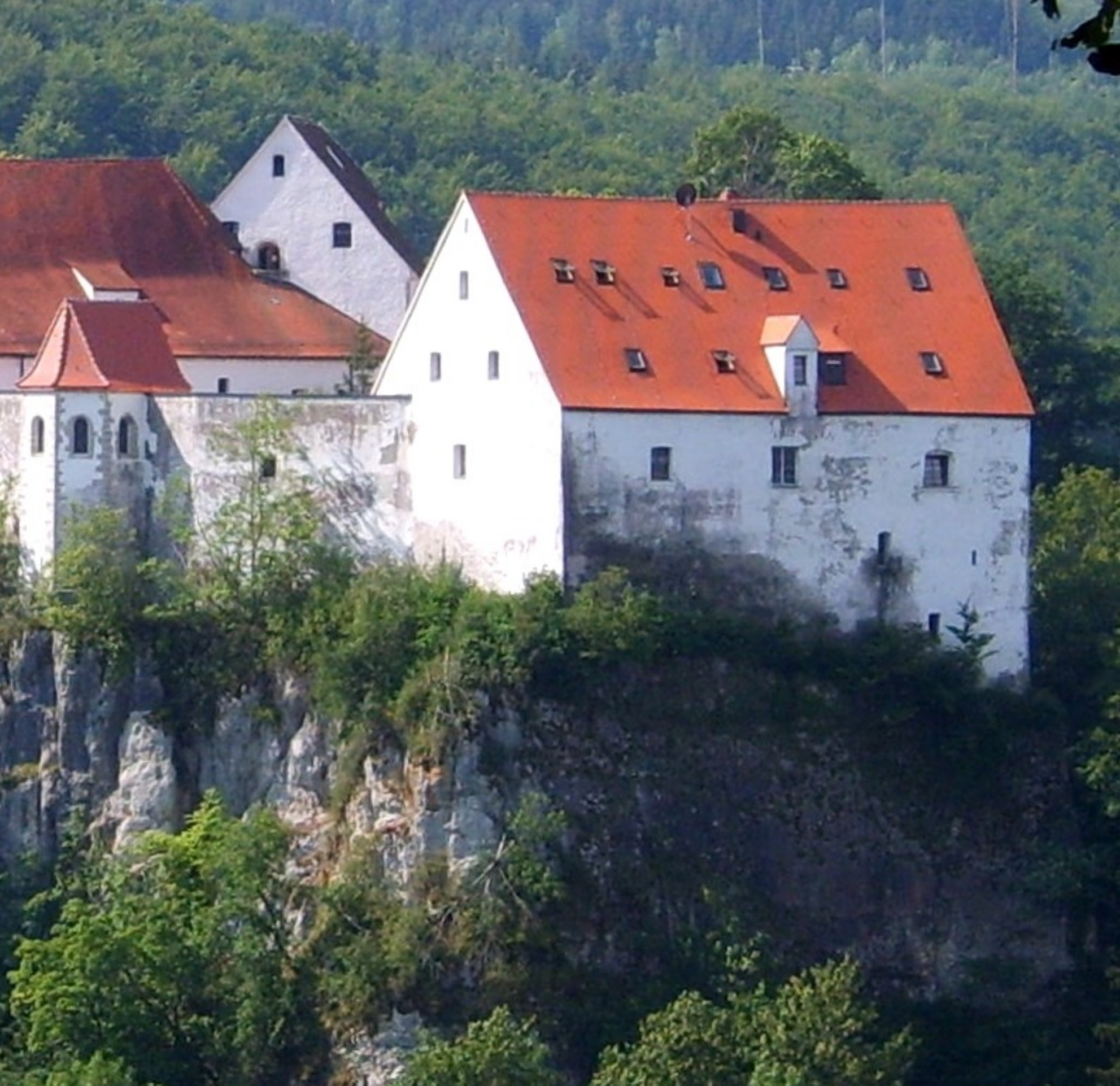
Hauptgebäude

Den Abschluss der Burg bildet ein zweistöckiger Wohnbau mit hoher Dachkonstruktion mit Zwerchhaus und Giebelgauben, nicht ganz korrekt Palas genannt, obwohl der dafür charakteristische große durchgängige Saal fehlt. Im Untergeschoss befinden sich die heutige Burgschänke und Nebenräume, im Obergeschoss zwei große Räume, von denen der westliche als Speisesaal der Jugendherberge dient. Der rechte Raum ist heute mehrfach unterteilt in einen Vorraum der Rezeption der Jugendherberge, einen Büro- und Personalraum und die Küche der Jugendherberge. Aus dem Vorraum geht eine Treppe in die ehemalige Kemenate, der heutigen Wohnung der Herbergsleitung unter dem Dach. Das Gebäude ist teilweise unterkellert. Zur Talseite hin sind die Felsen, wie schon erwähnt, senkrecht abgeschrofft, so dass die Außenwandhöhen mehr als verdoppelt sind.

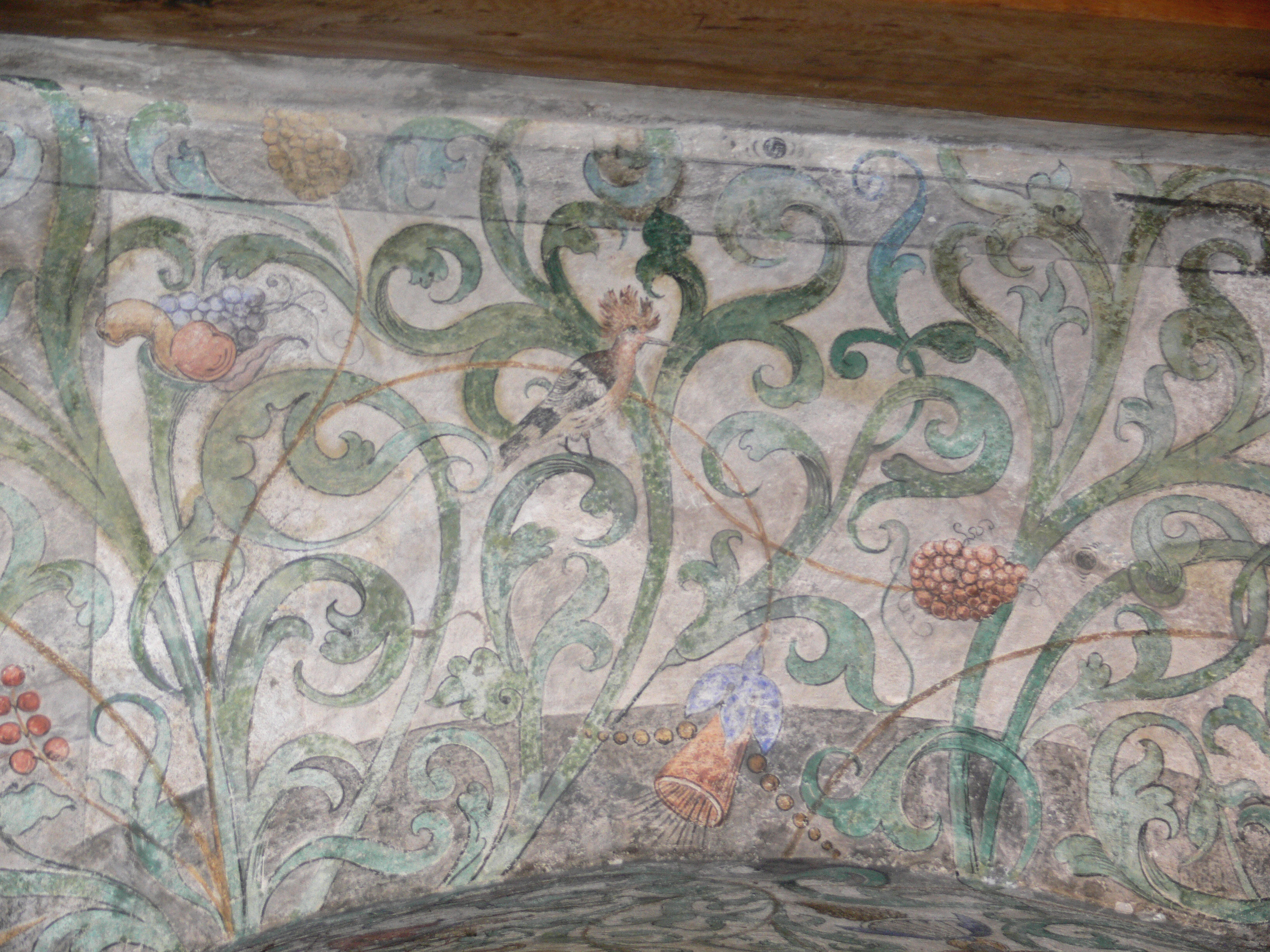
Wandmalerei auf Wildenstein

Im Obergeschoss befinden sich bedeutende Wandmalereien, z. B. im Speisesaal ornamentreiche Blattranken mit Vogelmotiven. Teilweise sind mehrere Malansätze erkennbar, ein Hinweis darauf, dass Gottfried Werner bei Nichtgefallen Arbeiten öfter abbrechen und wieder neu beginnen ließ, was die Baukosten der Burg enorm in die Höhe trieb. Im östlichen Raum wird über die gesamten Außenflächen, inklusive der Fensternischen, in einer gewaltigen Bildergeschichte die Sigenotsage wiedergegeben. Gottfried Werner, so berichtet die Chronik, habe selbst gerne gedichtet. So habe er nach dem Essen oftmals seinen Schreiber bestellt „mit dem zecht er, und under der zech macht er reimen von dem Berner und dem risen, wie dann solich buch, damit er vil mühe und arbait gehapt, noch zu Wildenstain vorhanden.“ Ob Froben Christoph hier auf die Wandmalereien anspricht, oder auf ein Buch, das sich als Handschrift Donaueschingen Nr. 74 ehemals in der Fürstenbergischen Bibliothek befand und heute in der Badischen Landesbibliothek zu finden ist, ist nicht eindeutig. Studenten der Universität Tübingen haben diesen Bilderzyklus untersucht, systematisch in Bildern und Skizzen dokumentiert und im Internet zugänglich gemacht.

## Das Leben auf der Burg
Zur Zeit Gottfried Werners und seines Neffen Froben Christoph war das Leben auf der Burg nicht mehr Alltag. Dieser hatte sich in das Schloss nach Meßkirch verlagert. War sie eine Generation vorher unter Onkel Gottfried noch Lebensmittelpunkt gewesen, wurde sie jetzt Fluchtpunkt, teilweise auch Verbannungsort. So berichtet die Chronik, dass Barbara von ihrem älteren Bruder Johannes Werner, dem sie, als dieser noch nicht verheiratet war, den Haushalt führte, auf den Wildenstein verbannt wurde. Sie hatte sich in Hans von Weitingen verliebt und sich heimlich mit diesem verloben wollen. Mehrere Freunde der Weitingens und Zimmerns und sogar Vertreter der Stadt Rottweil nahmen sich der Sache an. Auf einem Schiedstag in Fridingen, am Freitag nach Martini 1506, wurde die Heiratsabrede getroffen. Hans von Weitingen wurde später württembergischer Obervogt in Sulz unter Herzog Ulrich.
Für Gottfried Werner war die Burg nicht nur Fluchtpunkt in Notzeiten, sondern auch privater Rückzugsort. Die Chronik berichtet, dass er eine besondere Liebe zur Burg hatte und sich oft ohne Ehefrau und Hofstaat für vier oder fünf Tage auf Wildenstein zurückzog, ein Ereignis, dem alle Seiten mit Freuden entgegensahen, war man doch froh, den strengen, oft jähzornigen Hausherren aus dem Haus zu haben.
Die Burg wurde von einem Vogt verwaltet, einer unbedingten Vertrauensposition. So ließ Gottfried Werner einmal einen Teil der Burgmannschaft bei Abwesenheit des Burgvogts auswechseln, dem er nicht mehr vertraute. Zur regelmäßigen Besatzung der Burg, zumindest wenn der Hausherr anwesend war, gehörte ein Priester, der in der Kapelle regelmäßig die Messe lesen musste, und auch ein Barbier für den Hausherrn. Dieser musste jeden Morgen vor dem Aufstehen Gottfried Werners Kammer mit Wacholder ausräuchern und ihm aufwarten.
Oft waren es aber wirkliche Notzeiten, die einen Aufenthalt in der Burg notwendig machten. Beispielsweise bei einer Epidemie wie im Jahr 1518 wurde die Nahrungsmittelversorgung durch Ablage der Waren vor dem Burgtor abgewickelt, zur besonderen Sicherheit ohne direkten persönlichen Kontakt. Die selbstgewählte Isolation ging so weit, dass bald selbst das Leder für die Schuhreparatur ausging.
Andere Anlässe waren der Bauernkrieg 1525, die Landenbergische Fehde 1540, der Schmalkaldische Krieg, 1546/47 und der Fürstenkrieg 1552. Vor allem bei den beiden letzten Auseinandersetzungen fanden sich nicht nur die Zimmern ein, sondern auch der benachbarte katholische Adel suchte Schutz auf dieser, nach der protestantischen Festung Hohentwiel stärksten und modernsten Burg der Region. Es muss recht eng zugegangen sein, wenn neben den Zimmern auch die Grafen von Helfenstein, die Truchsesse von Waldburg, der Landkomtur von Altshausen und Mitglieder des Stifts Beuron mit Anhang, Gepäck und den transportablen Wertsachen auf die Burg kamen. Man muss dazu auch noch von einer nicht kleinen militärischen Besatzung ausgehen. Eine Eskorte, die den krankheitshalber in Meßkirch zurückgelassenen Sohn Froben Christophs auf die Burg begleitete, als dieser wieder transportfähig war, bestand aus 20 Hakenschützen; die Gesamtbesatzung der Burg dürfte ein Vielfaches davon betragen haben.
Einige Verhaltensweisen, die Froben Christoph in der Chronik beschreibt, lassen sich als Lagerkoller bezeichnen. Wilhelm Truchsess von Waldburg spricht von einer Mausefalle, und ein Schreiber sagt von sich, er sei aus Angst mehrfach mit dem Kopf gegen die Wand gelaufen. Da niemand die Burg verlassen durfte, kam Langeweile auf, so dass entweder gegessen und getrunken wurde und man nicht mehr nüchtern werden wollte, oder es wurde geschlafen oder gesungen. Die Frau des Burgvogts soll in den düsteren Gewölben der Burg ein Techtelmechtel mit dem Organisten aus Meßkirch gehabt haben. Der Burgvogt erklärte, dass er sie nur zur Wahrung des Burgfriedens nicht erschlagen habe. Gottfried Werner gelang es, die Situation so weit zu deeskalieren, dass der Vogt eingestand, sich in der Dunkelheit wohl geirrt zu haben und so konnte die Affäre unter Erhalt der Ehre aller Beteiligten beigelegt werden.
Gottfried Werner hatte große Selbstzweifel, ob es im tatsächlichen Belagerungsfall sinnvoll wäre, standzuhalten und dadurch zuzulassen, dass durch die dann erfolgenden Plünderungen der Belagerer in den zimmerschen Dörfern Not und Verderben über seine Untertanen käme, oder aber bei einer Kapitulation seine Standesgenossen zu verraten. Diese Selbstzweifel und auch die Sorgen um seine als Nonne im Kloster Inzigkofen weilende Tochter Barbara raubten ihm den Schlaf und brachten den Tagesablauf durcheinander, so dass die Mahlzeiten zu unmöglichen Zeiten eingenommen werden mussten, woran sich auch die ganze Burgbesatzung zu halten hatte. Da Gottfried Werner alle Fenster auf der Burg hatte vergittern lassen, gelang es ihm nicht einmal, in seinem Jähzorn das Essen, mit dem er unzufrieden war, zum Fenster hinauszuwerfen.

## Jugendherberge Leibertingen-Wildenstein

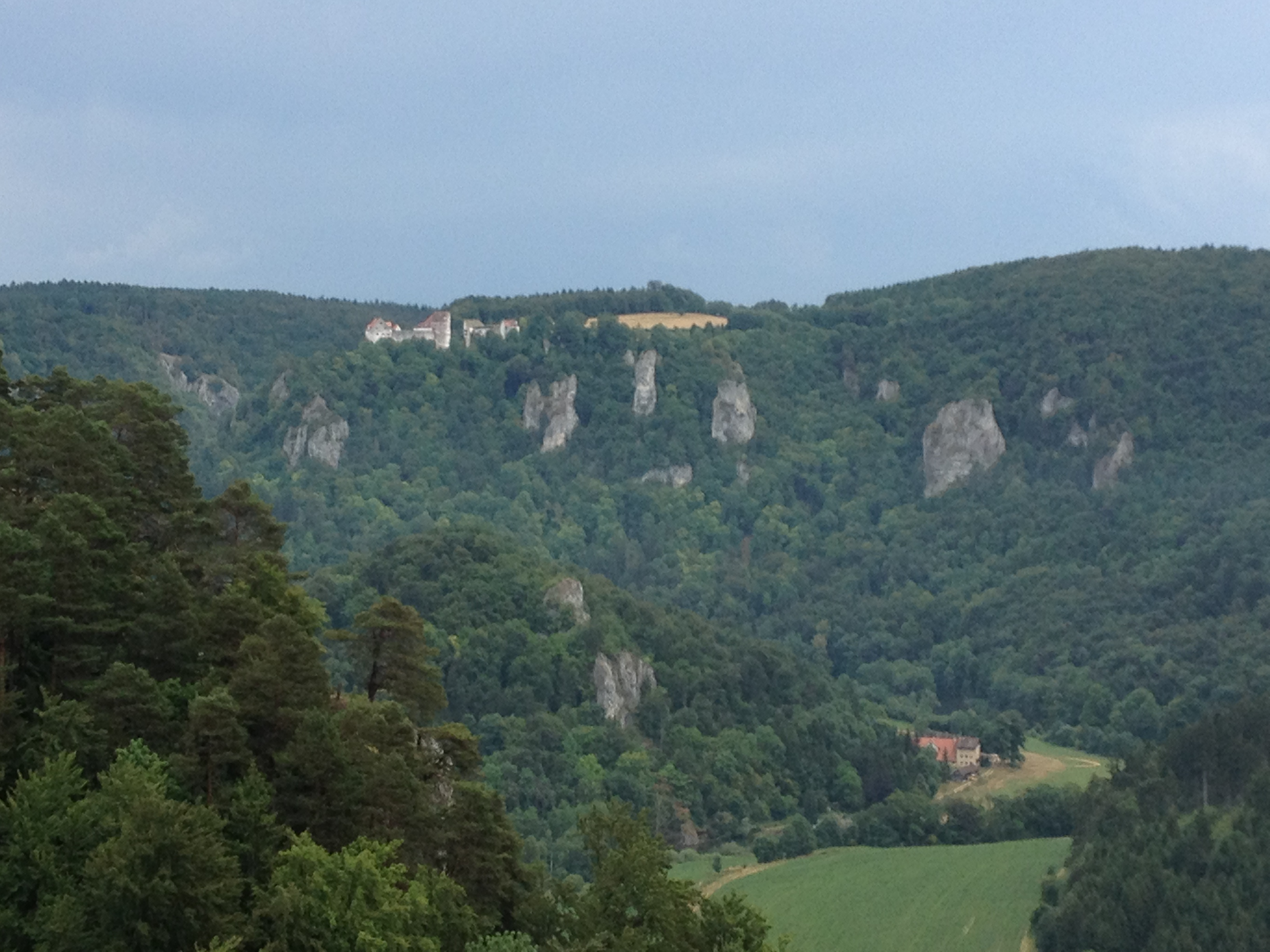
Wildenstein über dem Donautal

Die Burg Wildenstein diente schon vor dem Verkauf durch Prinzessin Theresa zu Fürstenberg im Jahr 1971 als Jugendherberge des Landesverbands Baden-Württemberg des DJH. Bereits 1958 war die Burg gut besucht. Heute gibt es in der Burg 151 Gästebetten.
Nach den 1972 begonnenen Instandsetzungs- und Renovierungsarbeiten, die 4,7 Millionen DM kosteten, fand 1977 die 900-Jahr-Feier statt. 1989 wurden die Wandfresken im Speisesaal des Palas restauriert. 2005 begannen umfassende Arbeiten am Dachstuhl des Hauptgebäudes, da dieser in die Jahre gekommen und nicht wärmeökonomisch war. Die Planung erfolgte in enger Zusammenarbeit mit dem Landesdenkmalamt Baden-Württemberg. Zuletzt wurden im Jahr 2006 die Dächer umfangreich neu eingedeckt.
 
Die Burg ist nur teilweise öffentlich zugänglich. Die Burgschänke, der Burghof, sowie der Zugang dorthin über die Brücken, der offene Teil der Vorburg und das Burgtor sind tagsüber frei begehbar. Alle anderen Räumlichkeiten sind Jugendherbergsgästen vorbehalten oder nur dem Personal zugänglich. Im Obergeschoss des Palas befindet sich die Wohnung der Herbergsleitung. Es besteht die Möglichkeit, über einen mit der Herbergsleitung kooperierenden Fremdenführer nach Voranmeldung eine Führung durch die Burg zu organisieren. In den Wintermonaten ist die Burg Wildenstein zeitweise komplett für Besucher geschlossen.

## Trivia

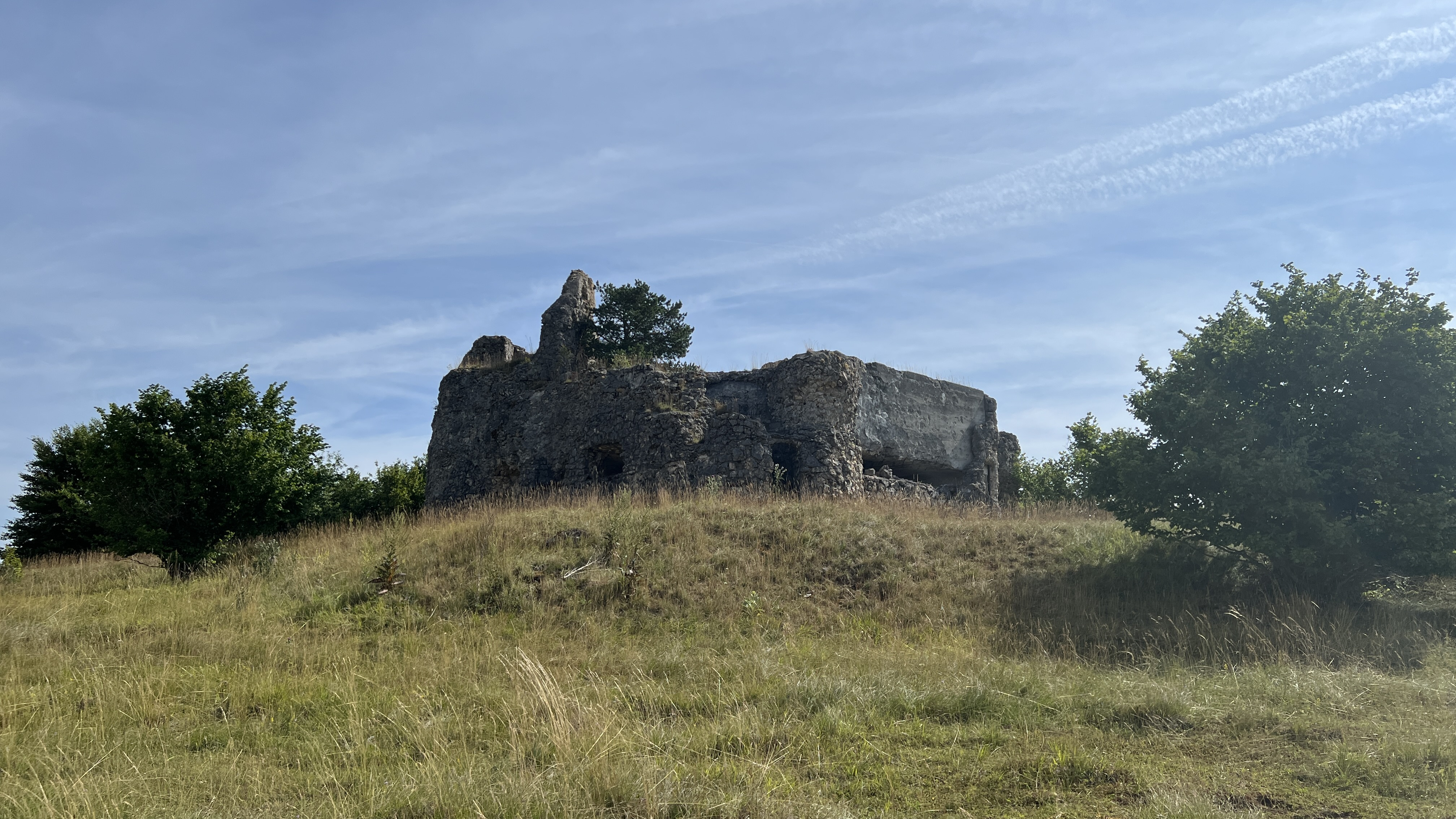
Ruine Klein-Wildenstein auf dem Truppenübungsplatz Heuberg

Auf dem rund 15 Kilometer entfernten Truppenübungsplatz Heuberg befindet sich die Ruine Klein-Wildenstein. Hierbei handelt es sich um einen 1940 erbauten Bunker, welcher außen wie die Burg Wildenstein verkleidet war. Die Bunkeranlage diente während des Artillerieschießens als Beobachtungsposten zur Trefferaufnahme im Zielgebiet. Nach dem Zweiten Weltkrieg beschoss das französische Militär die Anlage auch direkt. Heute steht die Ruine Klein-Wildenstein unter Denkmalschutz und befindet sich daher nicht mehr im Zielgebiet.